# Cattedrale di Città del Messico

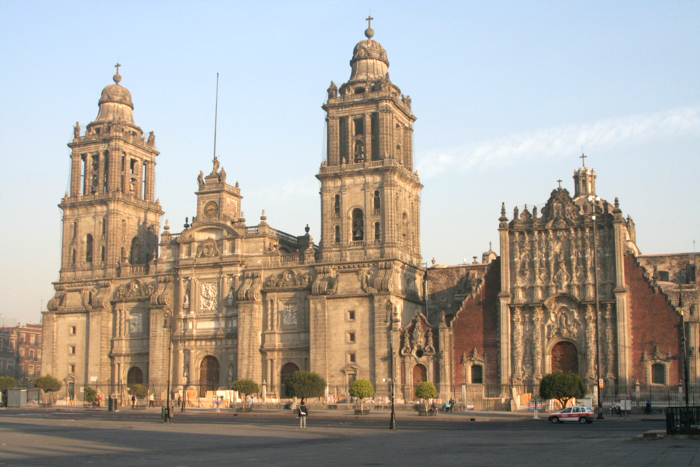
Altra vista della cattedrale.

Pianta della Cattedrale.

La cattedrale metropolitana della Città è una chiesa cattolica che si trova nella piazza della Costituzione di Città del Messico.
La cattedrale è dedicata all'Assunzione della Vergine Maria ed è la principale chiesa dell'arcidiocesi di Città del Messico. Costruita in pietra di tufo grigia è lunga 110 metri, larga 55 e alta 30 metri nella navata centrale. L'interno è ripartito in 5 navate e 16 cappelle laterali.

## Storia della costruzione

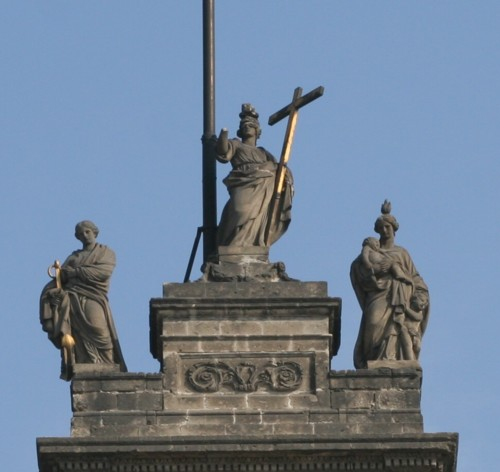
Fede, Speranza e Carità.

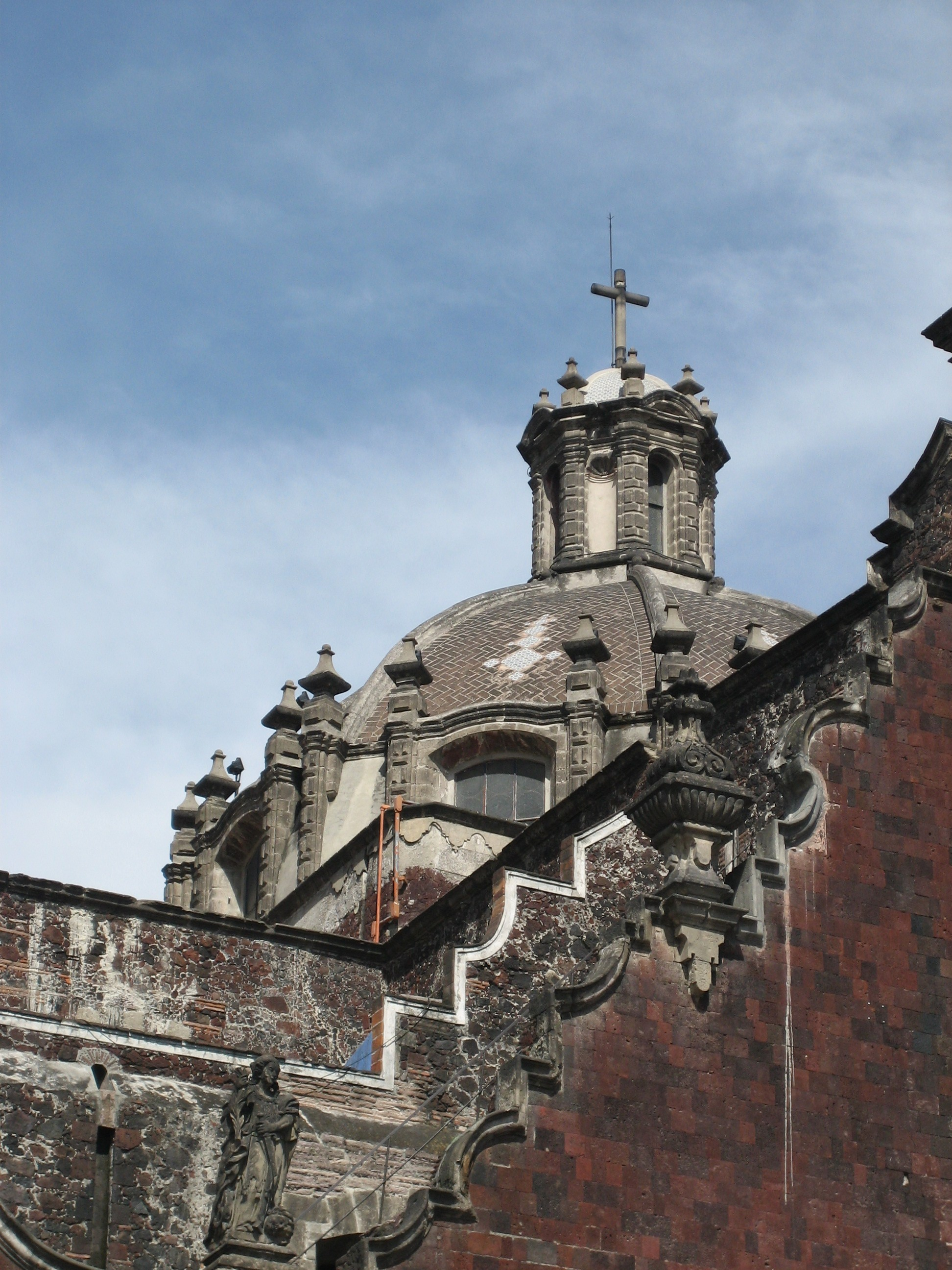
Cupola e particolari della Cattedrale

### Primitivo luogo di culto
- 1325 - 1521, l'area dove sorge l'attuale cattedrale era occupata, nella città di Tenochtitlán, da un piccolo tempio dedicato a Xipe o forse dal tempio di Quetzalcoatl, assieme ad altri edifici minori.
- circa 1524, tre anni dopo la fine dalla conquista, Hernán Cortés fece costruire una chiesa nel luogo usando il materiale di riporto proveniente dagli antichi templi, in particolare da quello del dio azteco della guerra Huitzilopochtli. Cortés promosse la costruzione della chiesa originaria dopo il suo ritorno dalle esplorazioni nell'odierno Honduras.
- 1524 - 1532, l'architetto Martín de Sepúlveda è stato il primo direttore del progetto coadiuvato da Juan de Zumárraga, il primo vescovo della prima sede episcopale del Nuovo Mondo, stabilito nel Vicereame della Nuova Spagna promotore dell'iniziativa. La cattedrale di Zumárraga era situata nella parte nord est di quella che oggi è la cattedrale. Aveva uno sviluppo basilicale a tre navate separate da tre ordini di colonne di stile tuscanico. Il tetto centrale era increspato con intagli intricati fatti da Juan Salcedo Espinosa e dorato da Francisco de Zumaya e Andrés de la Concha. La porta principale era probabilmente di stile rinascimentale. L'area del coro aveva 48 stalli realizzati in pino bianco realizzato da Adrian Suster e Juan Montaño. Tuttavia, questa chiesa divenne inadeguata per la crescente importanza della capitale della Nuova Spagna.
- 1530, costruita in stile barocco, sotto l'influenza di Juan de Herrera la chiesa venne promossa a cattedrale da Carlo V e papa Clemente VII con bolla papale.
- 1544, le autorità ecclesiastiche di Valladolid ordinano l'edificazione di una cattedrale nuova e più ricca. Papa Paolo III nel 1547 la eleva a sede metropolitana.
- 1552, un accordo stabilisce la ripartizione dei costi del nuovo edificio condivisi dalla corona di Spagna, gli encomenderos e gli indiani sotto la diretta autorità dell'arcivescovo della Nuova Spagna. I lavori ebbero inizio intorno alla chiesa già esistente nel 1573. Quando le strutture furono sufficienti per ospitare le funzioni di base, la chiesa originale fu demolita per consentire l'ulteriore ingrandimento.

### Attuale luogo di culto
- 1571, per inadeguatezza ricettive e strutturali il viceré Martín Enríquez de Almansa e l'arcivescovo Pedro Moya de Contreras collocarono la prima pietra dell'attuale cattedrale. Il costo dell'opera dall'inizio dei lavori fu di 1.759.000 pesos, cifra coperta in gran parte dai re Filippo II di Spagna, Filippo III, Filippo IV e Carlo II.
- 1573, inizio dei lavori. Intorno alla chiesa originale costruita subito dopo la conquista spagnola di Tenochtitlán, sorge il nuovo tempio. L'architetto spagnolo Claudio de Arciniega autore del progetto, conduce i lavori di costruzione, traendo ispirazione dallo stile gotico delle cattedrali in Spagna.
- 1657, Dedicazione della Cattedrale. Fu indetto un bando di gara per la designazione dell'architetto che portasse a compimento la facciata. Il progetto vincitore del concorso fu quello ispirato allo stile rinascimentale spagnolo presentato da Josè Damian Ortiz de Castro, che superò quelli d'ispirazione barocca di José Joaquín de Torres e Isidro Vicente de Balbas. Ortiz de Castro completò la costruzione delle torri, parte della cupola e di alcune opere interne. La sua morte fermò i lavori per breve tempo.
- 1627, Alluvione di Città del Messico.
- 1629 21 settembre, Alluvione di Città del Messico, la sacrestia riporta gravi danni. I lavori hanno subito delle lunghe interruzioni in seguito alle inondazioni che hanno superato i due metri d'altezza. Lo Zócalo è stato una delle zone particolarmente più colpite durante le due alluvioni al punto tale da considerare l'abbandono e pianificare un nuovo progetto tra le colline. Nonostante tutto il progetto è proseguito nella posizione attuale sotto la direzione di Luis Gómez de Transmonte.
- 1667, consacrazione del tempio.
- 1711, un incendio distrugge la Cappella degli Angeli e Arcangeli.
- 1790, durante scavi nel grande cantiere riaffiorano sculture: Coatlicue, la Pietra del Sole e la Pietra di Tízoc.
- 1793, l'architetto Manuel Tolosa riceve l'incarico di finire le opere della cattedrale, che non si conclusero fino al 1813.
- 14 marzo 1796, Incendio.
- 1813, conclusione dei lavori.
- 21 luglio 1822, incoronazione di Agustín de Iturbide come imperatore del Messico.
- 19 luglio 1823, gli eroi rivoluzionari don Miguel Hidalgo y Costilla, José María Morelos y Pavón, Ignacio Allende, Juan Aldama, Mariano Matamoros, Víctor Rosales e Mariano Jiménez sono stati sepolti nella cripta degli arcivescovi. Nel 1885, Porfirio Díaz ha ordinato la rimozione dei resti.
- 10 aprile 1864, incoronazione di Massimiliano I e della moglie Carlotta.
- 17 gennaio 1967, un incendio causato da un corto circuito ha distrutto numerose opere d'arte coloniale. Sviluppatosi presso l'Altare del Perdono ha distrutto la parte superiore dell'Altare dei Re e 47 stalli del coro. Irrimediabilmente perduti quadri di valore come la Madonna del Perdono di Simon Pereyns, il San Sebastiano attribuito a Martin Zumaya, il Volto Santo di Juan de Herrera, l'Apocalisse di Giovanni Correa, gli affreschi della cupola principale eseguiti da Rafael Jimeno y Planes.
- 19 settembre 1985, terremoto del Messico.

### Restauri

#### Restauri post incendio del 1967
Irrimediabilmente perduti i dipinti il Volto Santo di Alonso López de Herrera, il Martirio di San Sebastiano di Francisco de Zumaya e la Vergine del Perdono di Simon Pereyns. La sezione del coro ha avuto distrutti la maggior parte degli stalli, il dipinto di Juan Correa insieme a molti libri. I due organi sono stati gravemente danneggiati con la parziale fusione delle canne. Altri dipinti di Rafael Jimeno y Planas, Juan Correa e Juan Rodríguez Juárez sono stati danneggiati in altre cappelle della cattedrale.
Per sostituire le parti perdute dell'Altare del Perdono sono stati aggiunti alcuni quadri: la Fuga dall'Egitto di Simon Pereyns, il Volto Divino e il Martirio di San Sebastiano, contestualmente assieme all'Altare dei Re, è stato oggetto di radicale pulizia e di minuzioso lavoro di restauro.
Gli organi sono stati smantellati e inviati nei Paesi Bassi per la riparazione dei congegni meccanici, mentre le parti in legno sono state restaurate da artigiani messicani nel 1977. La ricostruzione della zona del coro è iniziata nel 1979 con gli stessi materiali e particolari esistenti prima dell'incendio.
Alcune interessanti scoperte sono state effettuate dal 1970 fino al 1980. Ben 51 dipinti sono stati trovati e salvati dietro l'altare del Perdono, tra cui opere di Juan Rodríguez Juárez e Nicolas Rodríguez Juárez, Miguel Cabrera e José de Ibarra. All'interno uno degli organi è stata rinvenuta una copia della nomina di Hernán Cortés a Governatore Generale della Nuova Spagna. Infine, nella parete dell'arco centrale della cattedrale è stata trovata la sepoltura di Miguel Barrigan primo governatore di Veracruz.

## L'edificio

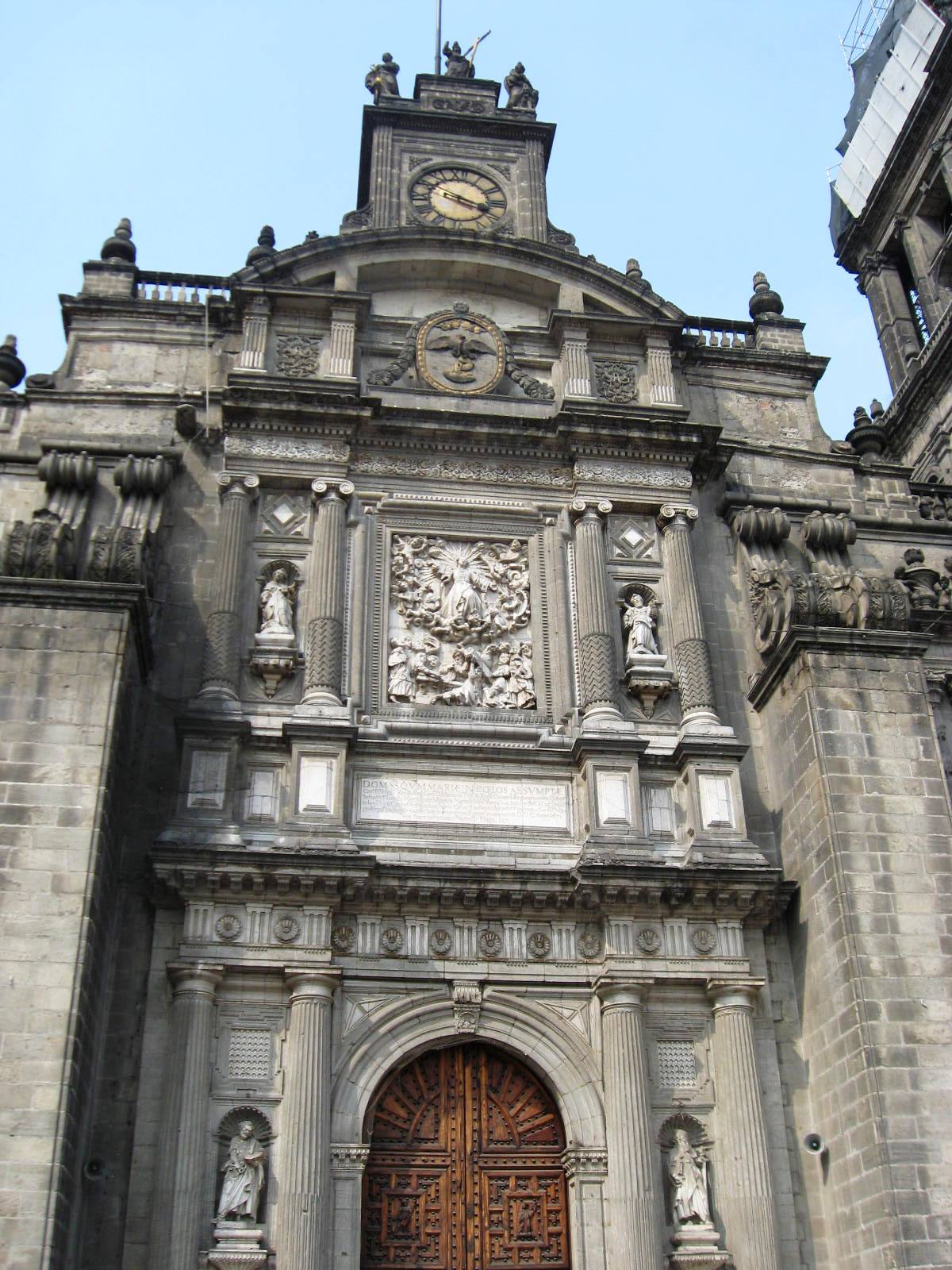
Portale principale con vista orologio.

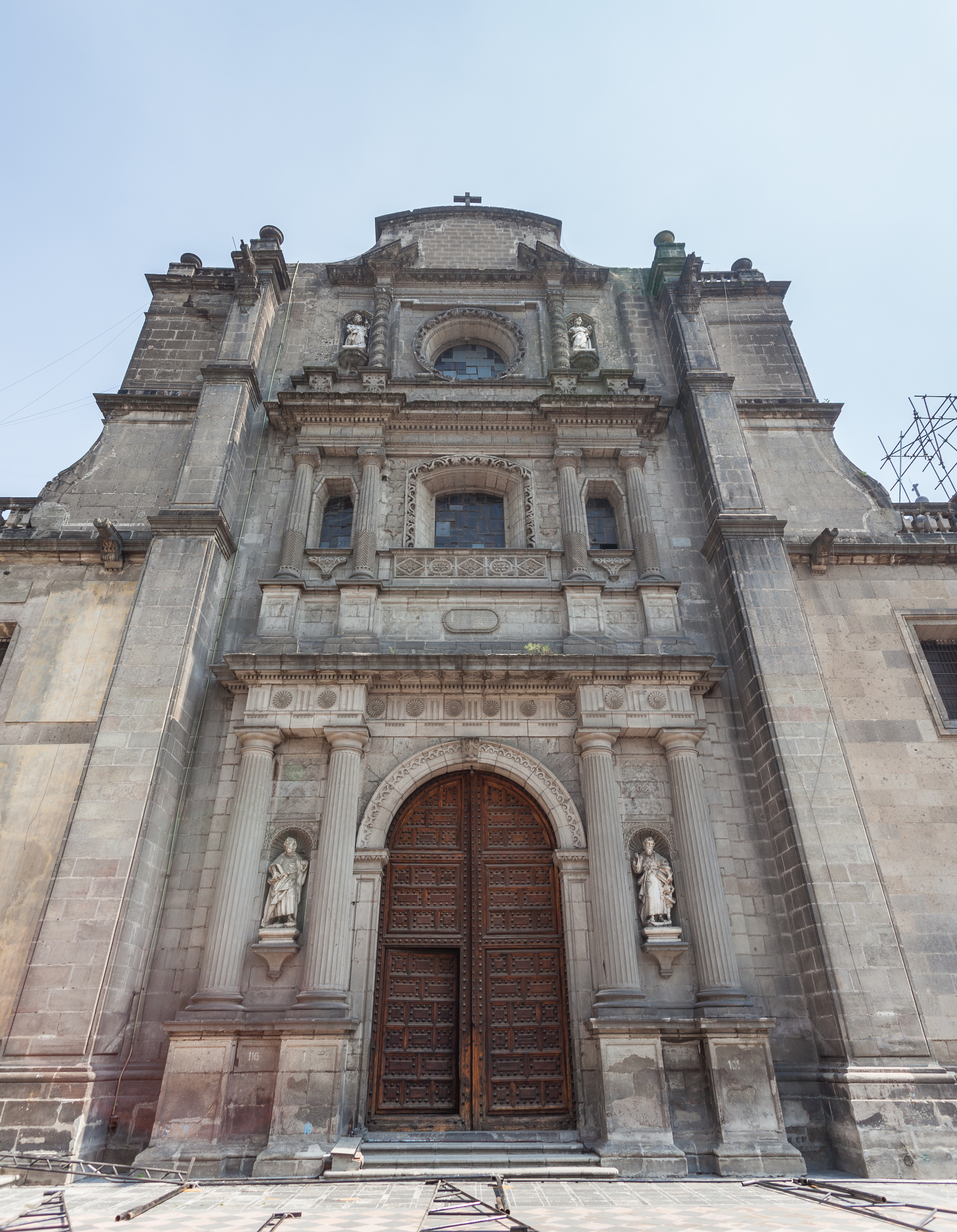
Facciata occidentale.

### I prospetti
Il prospetto principale della cattedrale si affaccia a sud sullo Zócalo. Sei colossali paraste in conci sormontate da volute sommitali costituiscono la nervatura verticale dell'ampio prospetto fino al comune cornicione e balaustre. Sulle coppie di paraste esterne si sviluppano in elevazione gli ordini delle torri campanarie. Lo spazio interno compreso tra campanili è tripartito da un'ulteriore coppia di paraste interne che delimitano i tre portali.
- Portali secondari della facciata: doppio ordine di colonne binate; 
  - Portale est: le colonne tortili al secondo livello delimitano l'altorilievo La nave della Chiesa solca i mari dell'Eternità, raffigurante una barca che trasporta quattro apostoli con San Pietro al timone;
  - Portale ovest: le colonne tortili al secondo livello delimitano l'altorilievo Gesù consegna le chiavi del Cielo a San Pietro.
- Portale principale della facciata. Doppie coppie di colonne delimitano per ordine nicchie con statue. Al primo ordine le statue di San Pietro e San Paolo incorniciano il portale. Al secondo ordine le statue di San Matteo e Sant'Andrea incorniciano l'altorilievo dell'Assunzione della Vergine Maria a cui la cattedrale è dedicata.

Nel frontone con timpano è ricavato lo stemma del Messico con le ali dell'aquila aperte. L'elevazione centrale si chiude con la torre dell'orologio sormontata dalle statue raffiguranti la Fede, Speranza e Carità opere dello scultore Manuel Tolsá. L'architetto scultore è il direttore dei lavori di altri edifici celebri a Città del Messico, assume l'impegno di portare a termine la parte centrale della facciata dopo 240 anni di lavoro aggiungendo l'alloggiamento neo-classico col gruppo statuario, l'alta balaustra che circonda l'edificio, e la cupola che sorge sopra il transetto.
- Portale nord: costruito nel corso del XVI secolo in stile rinascimento Herrera è la più parte antica della cattedrale, autore Juan de Herrera, architetto dell'El Escorial monastero di Spagna, con raffigurazioni di Sant'Andrea e San Giacomo il Giusto sul portale.
- Portale ovest: costruito nel 1688 e ricostruito nel 1804. Ha un portale a tre sezioni con immagini dei Quattro Evangelisti compreso fra altissime paraste in conci sormontate da vasi. Doppie coppie di colonne delimitano nel primo ordine nicchie con statue. Al secondo ordine monofore incorniciano un finestrone. Al terzo ordine solo una coppia di colonne tortili sostiene un doppio timpano spezzato con grande oculo centrale, statue all'esterno. Un frontone curvilineo chiude la prospettiva.

Tutti gli altorilievi dei portali della cattedrale sono stati ispirati a capolavori fiamminghi affini a Peter Paul Rubens. Le colonne tortili sono espressioni dello stile barocco.

### L'altare del Perdono

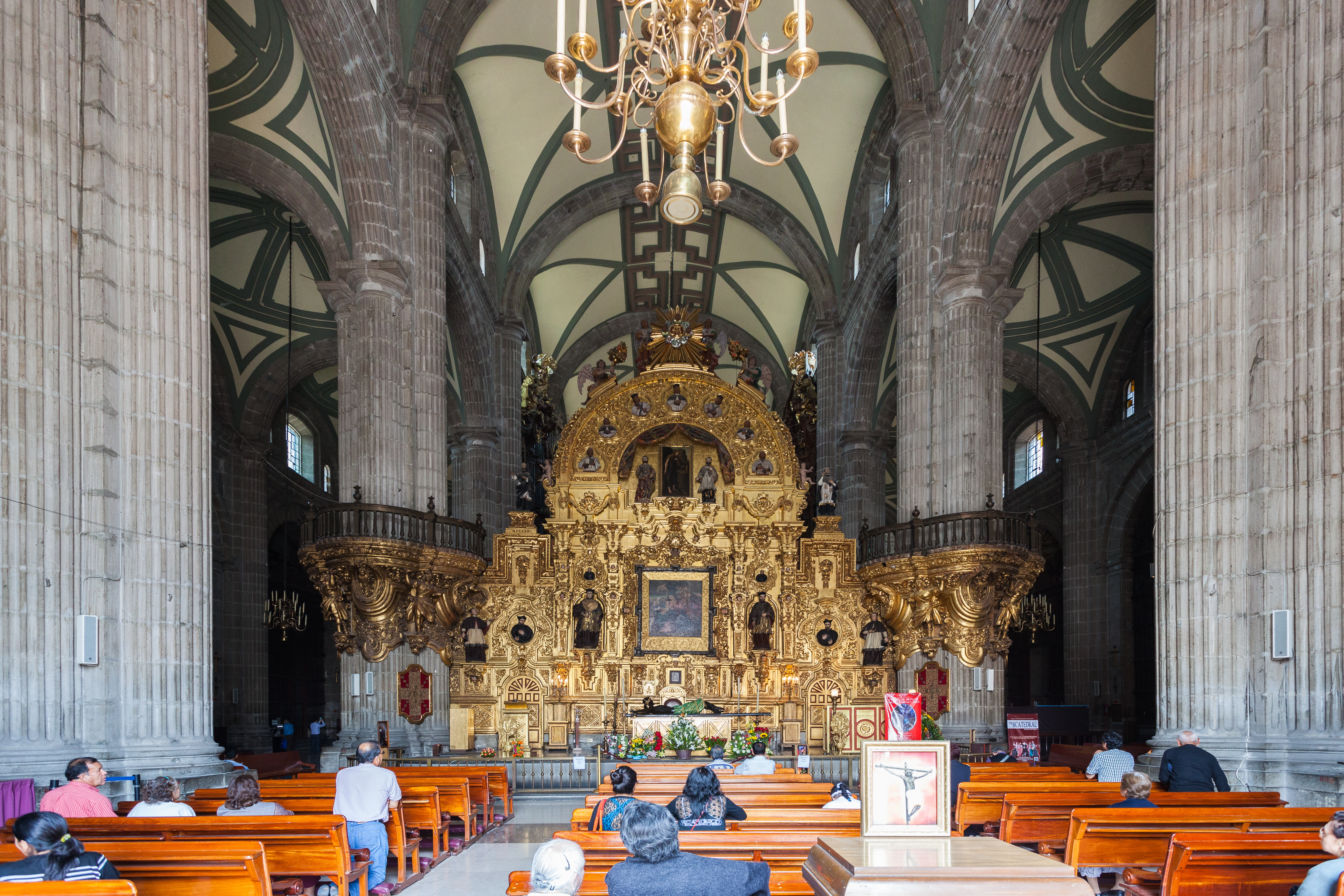
L'altare del Perdono.

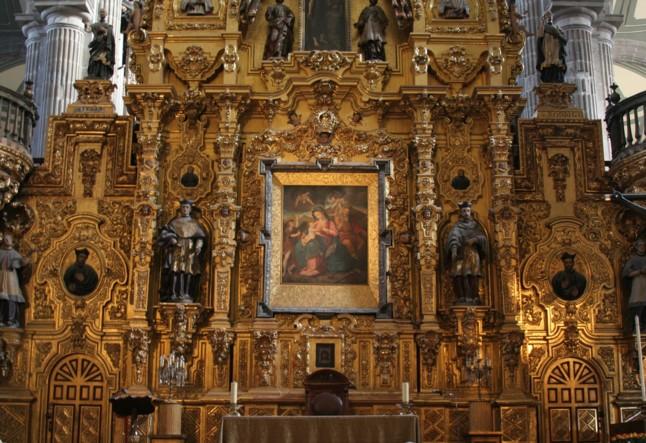
Altare del Perdono, dettaglio.

- Titolare del patrocinio la Confraternita della Madonna di Espiazione.

L'altare del perdono si trova nella parte anteriore della navata centrale ove è collocato il coro. È verosimilmente chiamato del «Perdono» perché ubicato presso un'area ove esisteva una preesistente porta così denominata. La tribuna è opera di Jerónimo de Balbás del 1735 e si presenta interamente ricoperta in foglia d'oro.
Un racconto popolare vuole che dinanzi a questo manufatto fossero condotti i condannati giudicati dall'Inquisizione spagnola per chiedere perdono prima della loro imminente esecuzione capitale. Un altro aneddoto riguarda il pittore Simon Pereyns, autore di molte delle opere presenti nella cattedrale, accusato di bestemmia. Secondo il racconto, mentre Pereyns era in prigione a scontare la condanna, dipinse un'immagine della Vergine Maria talmente bella che il suo crimine fu perdonato. Tra i dipinti collocati nella struttura è presente un San Sebastiano di Francisco Zumaya.
Nel primo ordine sono presenti 4 statue e 4 medaglioni. Ai lati le statue di San Felice e San Rodrigo di Cordova, San Gaetano di Thiene. Nell'arco sormontato da angeli e raggiera, sono incastonati alcuni medaglioni con busti in altorilievo raffiguranti: San Saturnino, San Gaudenzio, Sant'Anania, San Candido, San Valentino, San Liberio, San Datibo. Due statue sono collocate sui pinnacoli laterali, altre due nella lunetta interna sovrastata da baldacchino. L'intera struttura è ancorata alle imponenti colonne laterali mediante fastose balconate barocche.
Un altro aneddoto riguarda il Crocifisso collocato nelle immediate vicinanze altrimenti noto come Cristo del Veleno:
Si narra che un sacerdote devotissimo a questa statua dopo le preghiere ne baciasse sempre i piedi. Un criminale confessatosi a questo sacerdote, pentito di avergli raccontato le sue malefatte, decise di bagnare i piedi del Cristo con del veleno. Quando il sacerdote nel ripetere l'atto di venerazione si avvicinò, il Cristo ritrasse prontamente i piedi e assorbì il veleno. L'evento miracoloso spiegherebbe l'anomala piegatura delle ginocchia e l'inconsueto colore nero del manufatto, circostanze che salvarono la vita al sacerdote e il sincero pentimento del reo. In origine l'opera era custodita nell'adiacente chiesa di Porta Coeli, duplicata da un esperto scultore, l'originale è stato trasferito in cattedrale nel 1952.
Nel gennaio del 1967 la tribuna è stata gravemente danneggiata da un incendio provocato da un corto circuito. Grazie al restauro congiunto di esperti messicani e spagnoli oggi possiamo ammirare una grande opera d'arte coloniale.

### Il coro
Il coro si trova nella navata centrale posto fra l'altare del Perdono e l'altare maggiore, costruito su due livelli in forma semicircolare tipica delle cattedrali spagnole. Progettato e messo in opera da Juan de Rojas tra il 1696 e il 1697. Gli stalli contengono 59 rilievi di vari santi e vescovi scolpiti in mogano, noce, cedro e tepehuaje. La ringhiera che lo circonda è stata importata da Macao nel 1722 opera di Sangley Queaulo.
L'incendio del 1967 distrugge 47 dei 59 stalli del coro, irrimediabilmente inceneriti i dipinti della Vergine di Guadalupe e della Visione apocalittica di San Giovanni di Juan Correa del 1684. La Vergine ricevuta da monsignor Manuel Rubio y Salinas è scampata al rogo perché rubata nel 1915.
Miguel Angel Soto dirige i lavori di restauro ripristinando la quasi totalità dei pezzi nel 1982. Il leggio lavorato e proveniente dalle Filippine nel 1762 per volere dell'arcivescovo di Manila Manuel Antonio Vieyra Red River, il ripristino delle 10 figure in avorio: i Quattro Evangelisti, i quattro Dottori della Chiesa, l'Assunzione di Maria, il Crocifisso di José Ariel Núñez del 1766. Tuttavia non e possibile più recuperare gli splendidi libri di musica scomparsi.

### Cupola

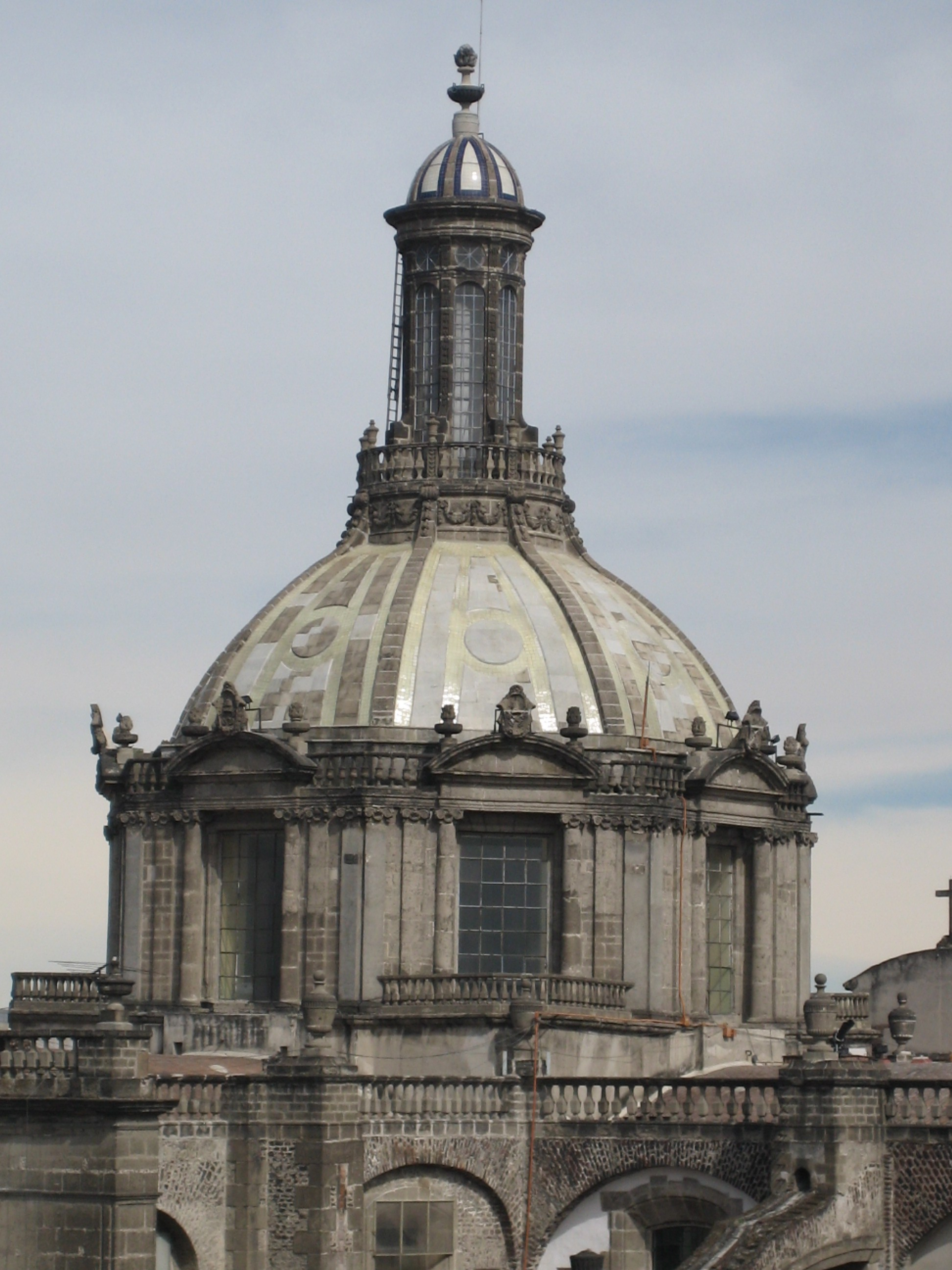
Cupola della Cattedrale

Si terminò con adattamenti al progetto di Ortiz e di Castro. All'interno è rappresentata l'Assunzione della Vergine. La cupola attuale, a un tamburo ottagonale, è opera di Manuel Tolosa, e si innalza al centro della navata, sostenuta da quattro pilastri e chiusa da una lanterna. Le odierne vetrate sono di Matias Goeritz.

### L'altare dei Re

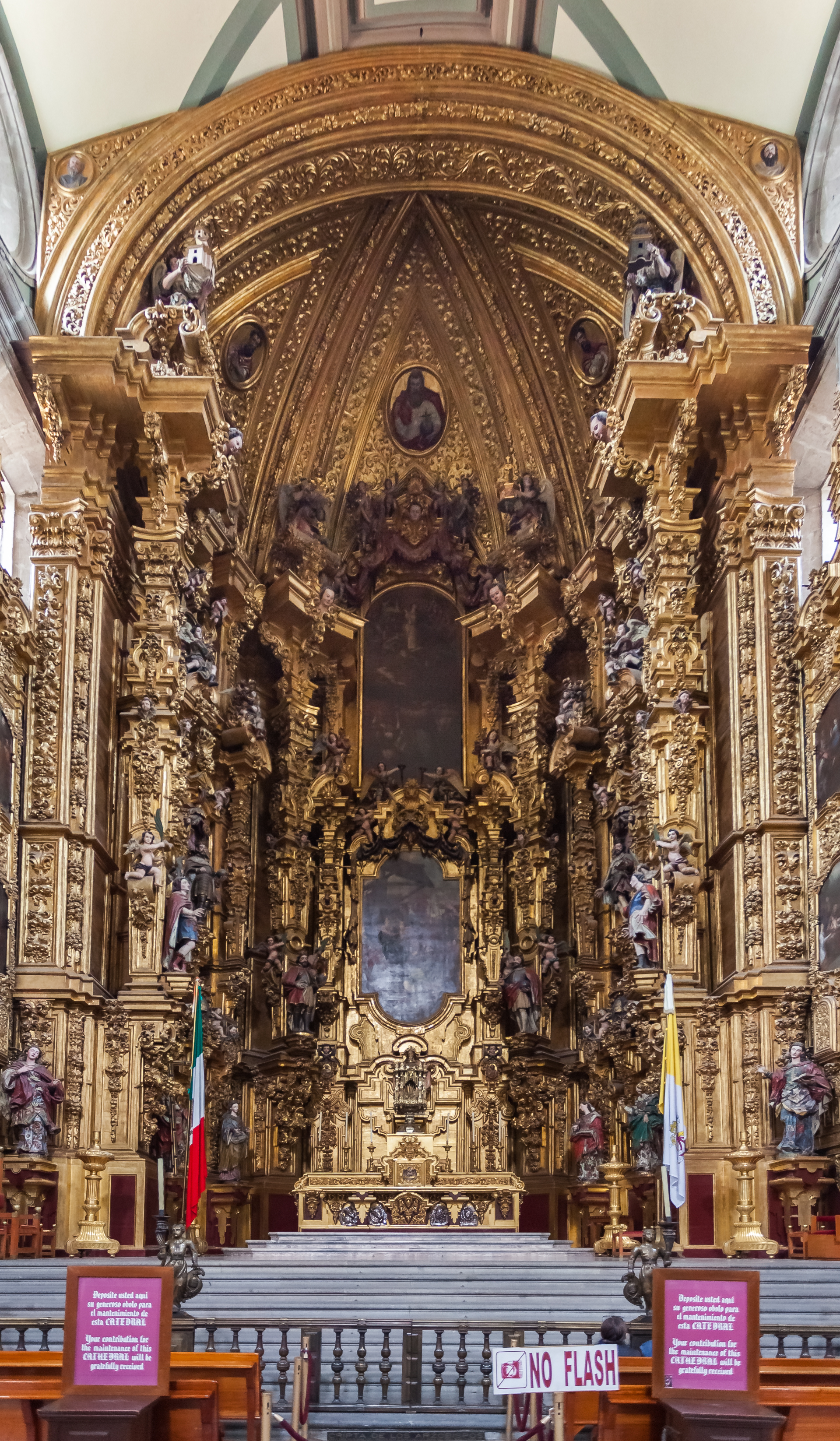
Altare dei Re.

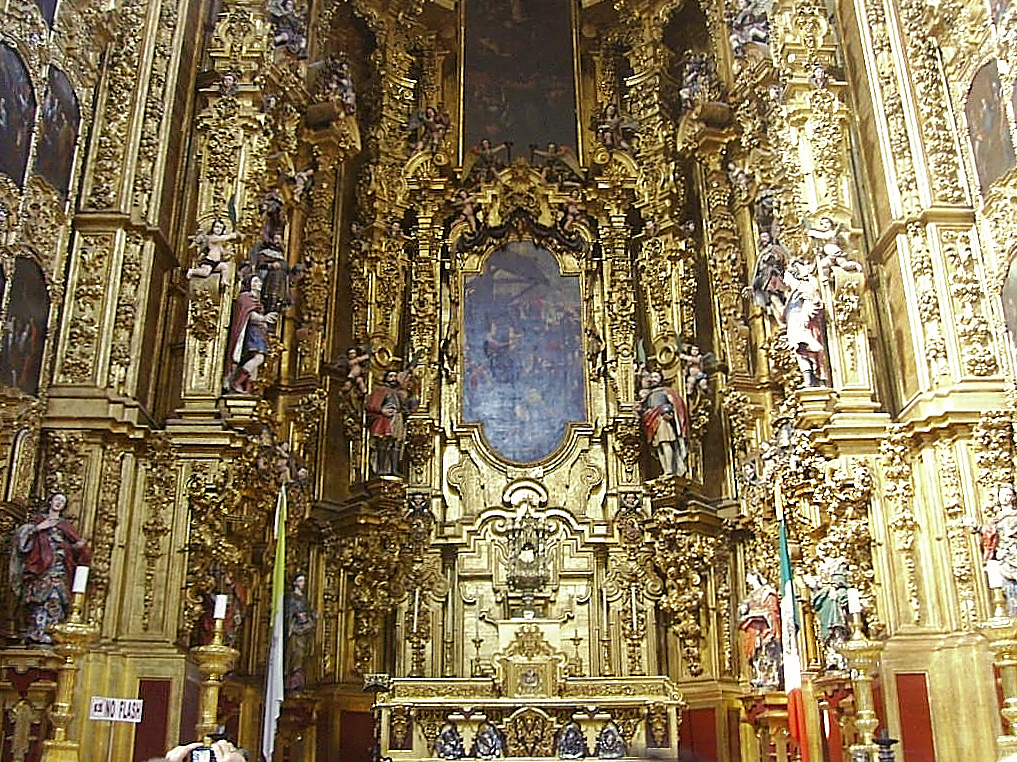
Altare dei Re, dettaglio.

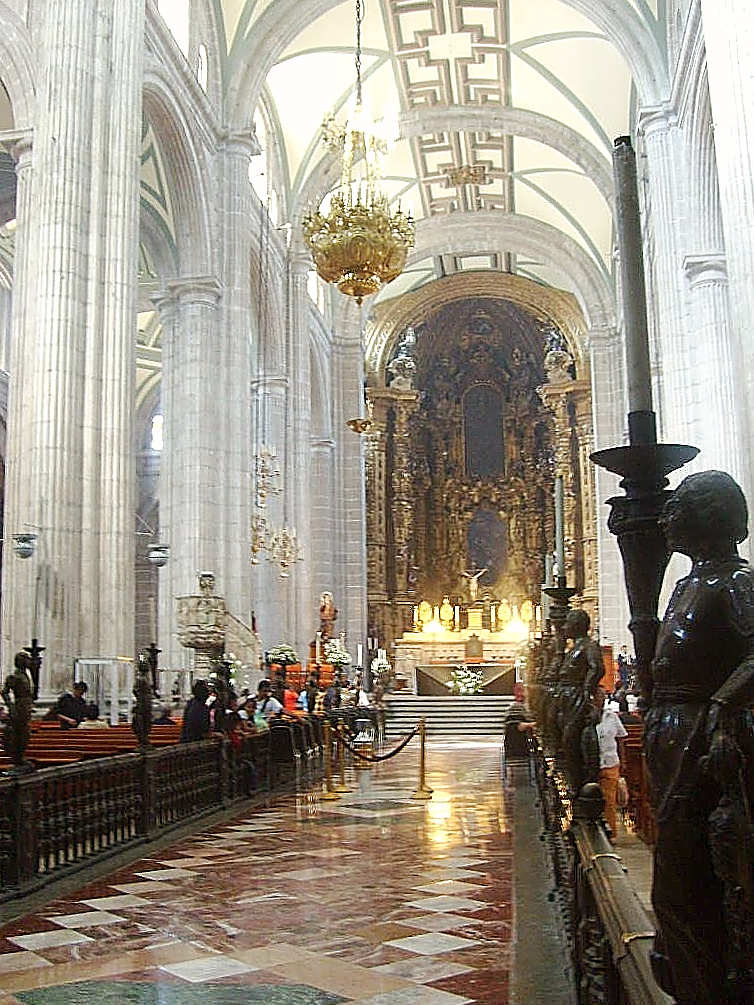
Navata centrale.

Esempio di monumento inserito all'interno di un altro monumento, in stile churrigueresco altrimenti noto come "barocco messicano", architettura originata e sviluppata nella Nuova Spagna, che ha raggiunto la maggior diffusione nella decorazione e ornamento di edifici civili e religiosi.
Durante il periodo coloniale era consuetudine edificare e dedicare la cappella maggiore di qualsiasi cattedrale spagnola al re al potere per esprimere la massima importanza e ricchezza artistica. La cattedrale della capitale della Nuova Spagna non fece eccezione, per questo motivo fu commissionato e realizzato la costruzione del retablo affidandone la realizzazione ad uno dei più rinomati e apprezzati artisti del tempo.
L'area corrispondente alla cappella è stata portata a termine nel 1635 e la prima notizia di un primitivo retablo risale al 1668. Per la realizzazione dell'attuale tribuna sono stati esaminati diversi progetti, qualcuno prevedeva l'utilizzo dell'alabastro o onice al posto del legno.
La struttura è costituita di legni di cipresso lusitanico e pino bianco intagliati e ricoperti da foglia d'oro che conferisce maggiore maestosità, sontuosità, fasto e opulenza. I dettagli sono realizzati in legni policromi che conferiscono all'esuberante composizione qualità, ricchezza e grandezza, al punto di essere considerata una delle più belle opere d'arte create in stile churrigueresco di tutto il continente americano.
- 1718 al 1725, Il Retablo de los Reyes o «Pala dei Re» o «Altare dei Re» è una tribuna di grande valore artistico ed estetico. Ubicata nell'abside della cattedrale dietro il presbiterio e l'altare maggiore è opera di Jerónimo de Balbás, autore anche dell'Altare del Perdono, dell'altare maggiore della Cattedrale di Siviglia e di numerosi altri capolavori.
- 1824 fino al 1925, All'interno di questa cappella erano collocate le spoglie di alcuni eroi di Indipendenza del Messico come don Miguel Hidalgo y Costilla, José María Morelos y Pavón, Ignacio Allende, Juan Aldama, Mariano Matamoros, Víctor Rosales e Mariano Jiménez fino a che non sono stati traslate all'interno della Colonna dell'indipendenza per volontà di Porfirio Díaz.
- 1967, Un incendio si è sviluppato nei pressi dell'Altare del Perdono, che ha distrutto e annerito sculture lignee e i dipinti della volta. Il disastro ha coinvolto anche la Tribuna dei Re, triste evento che ha aggravato il lento e naturale deterioramento causato dall'usura del tempo.
- 2002 - 2006, Una complessa e laboriosa opera di restauro è stata intrapresa per il ripristino del mirabile capolavoro.

#### Struttura e composizione
Capolavoro altrimenti noto come La Cueva dorada o La Grotta d'oro. La tribuna ha un notevole sviluppo verticale caratterizzato da alti pilastri, colonne, costoloni e nervature nella volta, elementi tra i quali sono inserite sculture policrome di re e regine canonizzati. La scenografica esposizione è arricchita da una profusione di dettagli come le conchiglie simbolo del pellegrinaggio terreno, nicchie, mensole, cherubini, putti, angeli, corone, festoni, ghirlande, elementi floreali e fogliame d'acanto a profusione. Il manufatto è alto 25 metri, largo 13 metri e profondo 7 metri la cui realizzazione ha richiesto quasi 20 anni di lavoro.
- Le effigi di re e regine canonizzati collocati in questa tribuna sono:
  - In basso, da sinistra a destra, le sei sante d'estrazione reale: Santa Margherita di Scozia, Sant'Elena Imperatrice, Sant'Elisabetta d'Ungheria, Sant'Isabella di Portogallo, Santa Cunegonda Imperatrice e Sant'Editta di Wilton;
  - Al centro dell'altare sono sei i santi re canonizzati: Sant'Ermenegildo martire, Sant'Enrico Imperatore, Sant'Edoardo Confessore e San Casimiro di Polonia, in posizione più elevata San Luigi dei Francesi e San Ferdinando di Castiglia.

Sull'asse verticale principale risaltano i due dipinti di Juan Rodríguez Juárez raffiguranti L'Adorazione dei Magi nella rivelazione di Gesù come Re dei Re, l'Assunzione della Vergine Maria quale Regina Celeste. Ai lati le statue di San Giuseppe e Santa Teresa d'Avila entrambi ispirati e guidati dallo Spirito Santo. Un articolato timpano e un animato baldacchino nei vari livelli sormontano rispettivamente i due dipinti.
In cima a volute poste sul cornicione alcuni angeli recano simboli mariani ispirati alle litanie: "Maria, Vergine degna d'onori e lodi", "Maria, Casa d'Oro", "Maria, Fonte di acqua viva" e "Maria, Torre di Davide". Nelle vele della calotta absidale sono presenti alcuni medaglioni, sulla sommità centrale campeggia la figura del Padre Eterno benedicente con globo crucigero.
Sul paliotto sotto la mensa sono rappresentati i simboli dei quattro evangelisti.

### Navata destra

#### Cappella di Nostra Signora delle Angustie di Granada

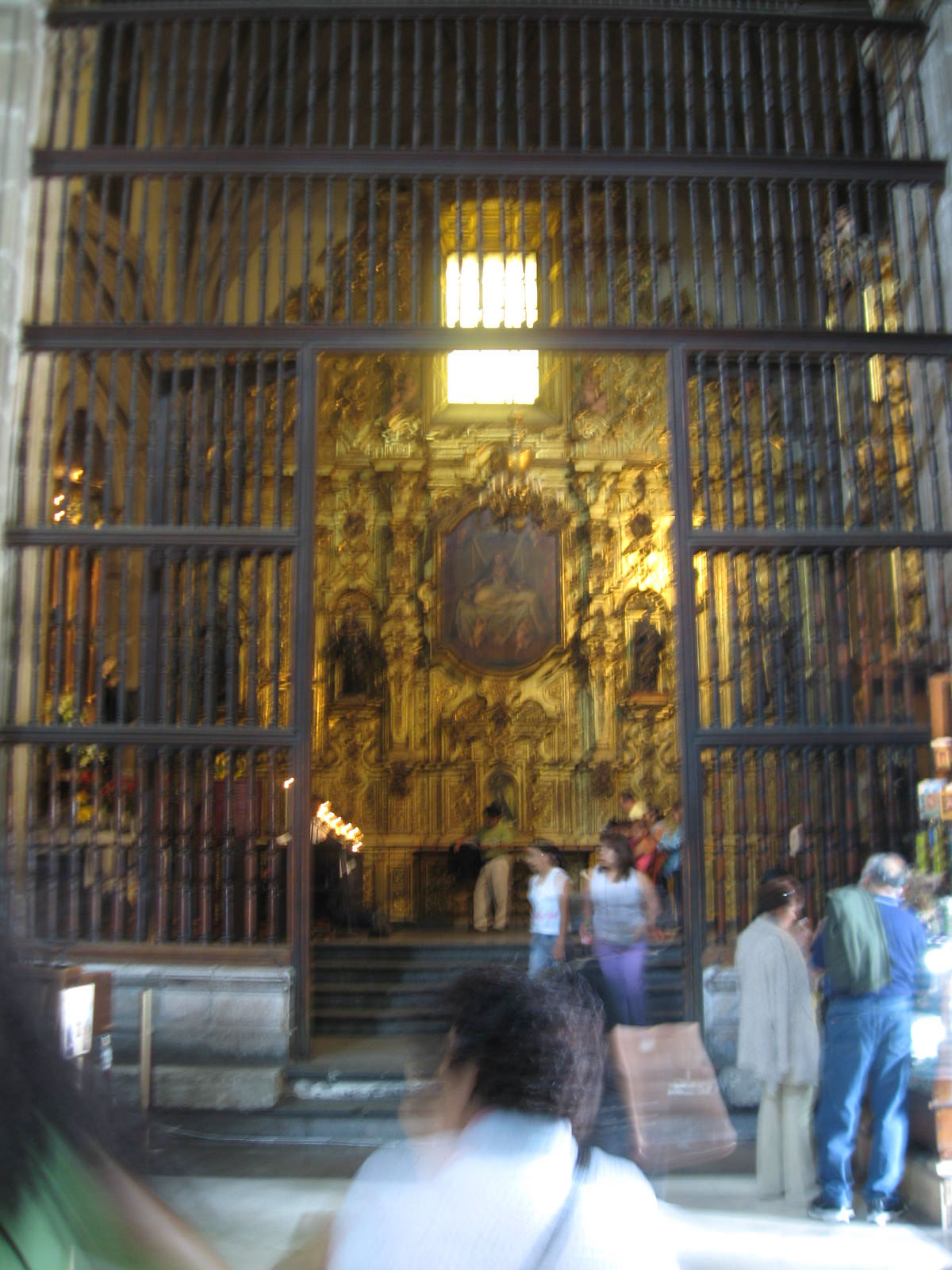
Cappella di Nostra Signora delle Angustie di Granada.

- Prima campata: Cappella di Nostra Signora delle Angustie di Granada.

Dedicata a Nostra Signora delle Angustie di Granada. Entrambe le prime cappelle delle navate laterali sono ricavate nei vani dei primi ordini delle torri campanarie che compongono il prospetto principale. Edificata tra il 1624 e il 1627 è originariamente utilizzata come sacrestia. Sull'altare laterale della parete destra è collocato il dipinto del fiammingo Maarten de Vos che rappresenta Tobiolo e l'Angelo.
Si tratta di una cappella in stile medievale e due pale d'altare. Nella parte superiore di questa pala è incastonato un dipinto di Nostra Signora del Monte Carmelo, un dipinto dell'Ultima Cena e il dipinto in stile churrigueresco della Madonna delle Angustie di Granada. Nel 1964 il primitivo dipinto è sostituito da un'altra opera di Miguel Angel Soto.

#### Sagrario Metropolitano
- Seconda campata: Sagrario Metropolitano o Cappella di Sant'Isidoro.

Altrimenti conosciuta come la Cappella del Santo Cristo Nero o Il Signore del Veleno. Completata tra il 1624 e il 1627, comunica internamente con il Tabernacolo. La cappella utilizzata come battistero, oggi serve da raccordo tra le navate e l'attuale Sagrario Metropolitano. La volta contiene stucchi raffiguranti le virtù Fede, Speranza, Carità e Giustizia, considerate i valori di base della religione cattolica. Trasformata in cappella in onore di Sant'Isidoro Agricola.

#### Cappella dell'Immacolata Concezione

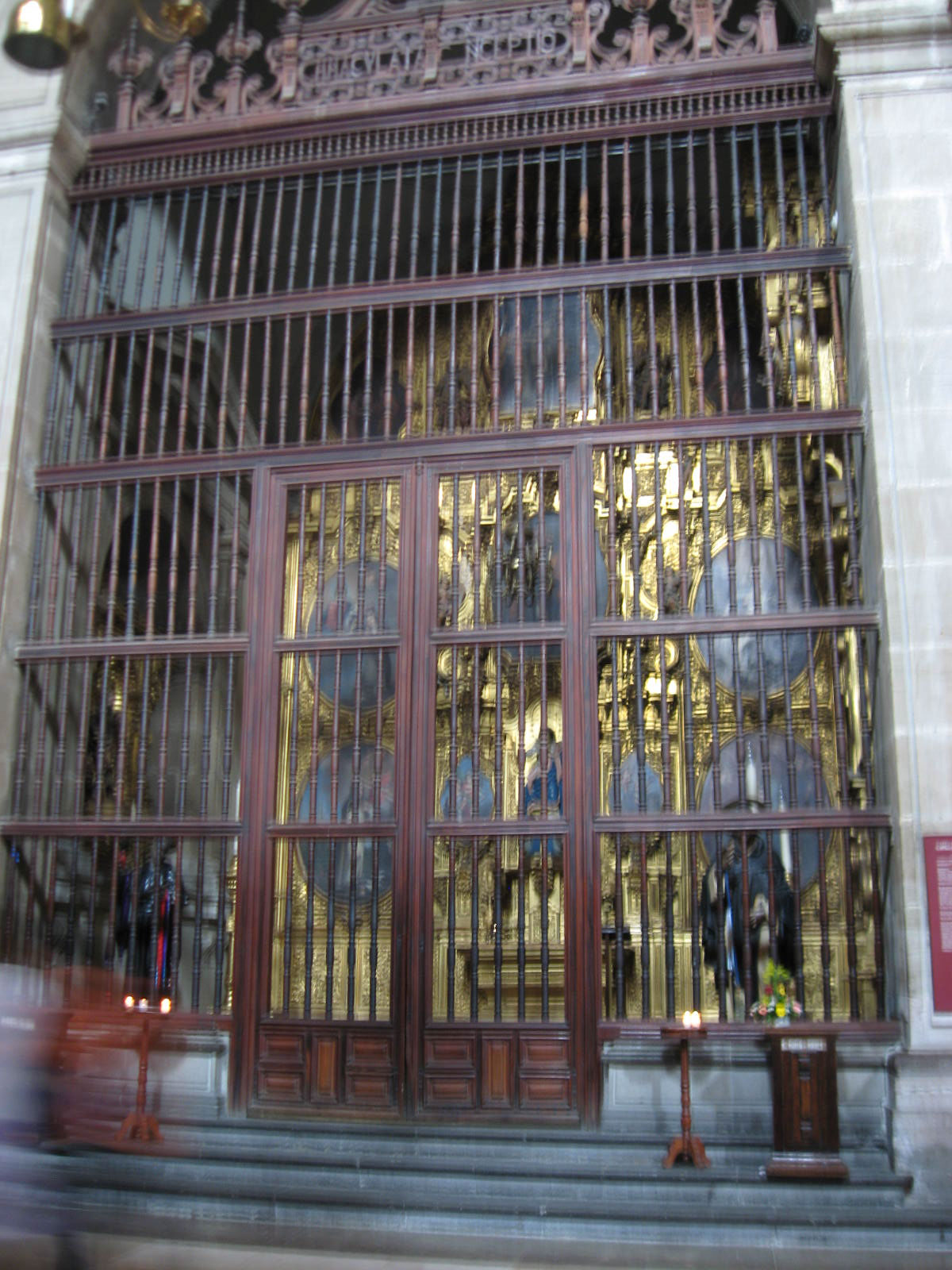
Cappella dell'Immacolata Concezione.

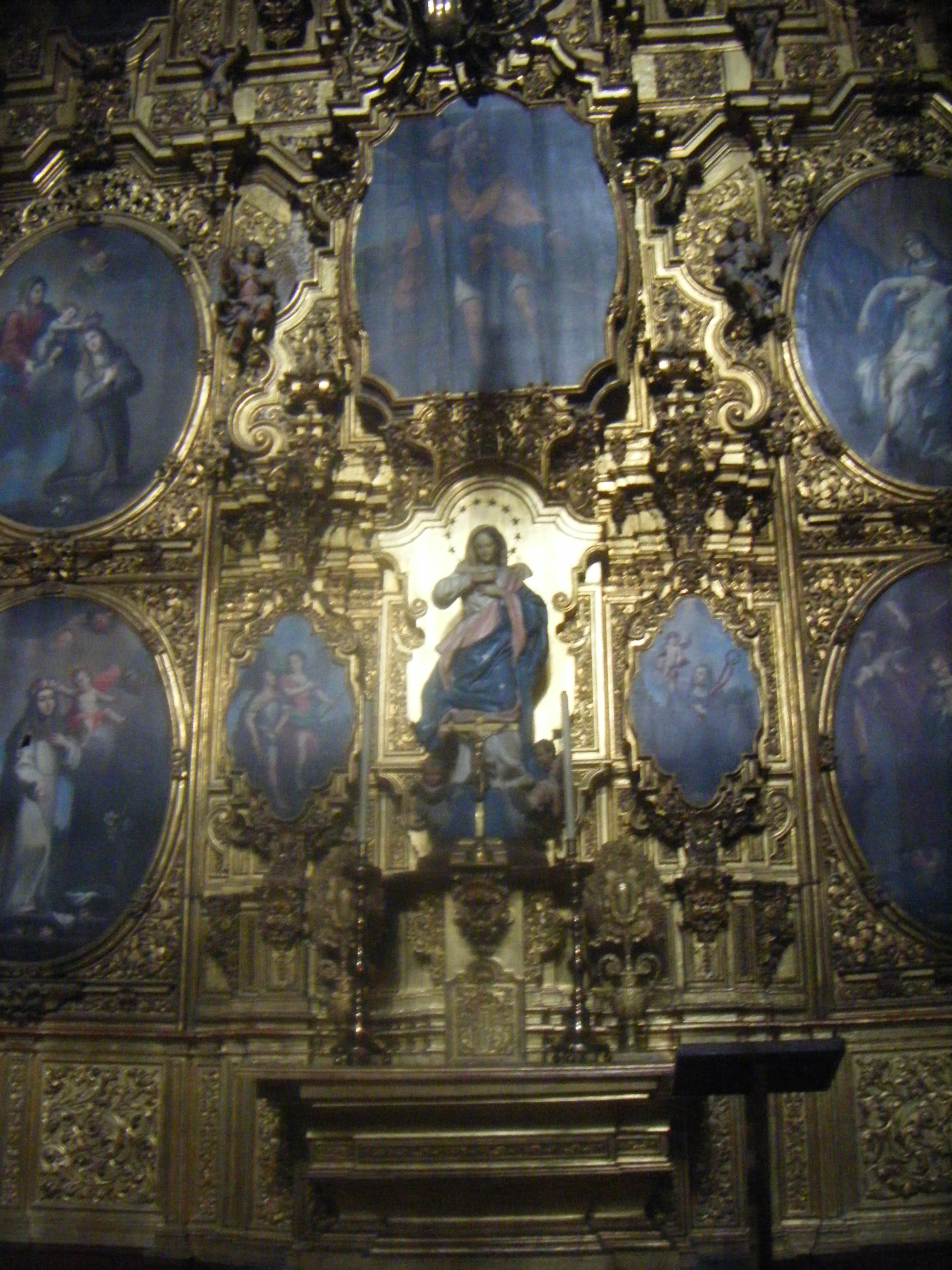
Retablo principale della cappella dell'Immacolata Concezione.

- Terza campata: Cappella dell'Immacolata Concezione. Primitiva Cappella di Sant'Anna.

La costruzione della cappella risale al 1642 - 1648 ed era in origine dedicata a Sant'Anna con un retablo composto da 6 tavole opere di Juan Sanchez Salmeron. Dopo la ridedicazione, la chiesa conserva due quadri altrimenti collocati: L'Annunciazione a Sant'Anna e lo Sposalizio della Vergine, mentre i dipinti raffiguranti la Purissima con San Gioacchino e Sant'Anna, l'Apparizione dell'Arcangelo a San Gioacchino e la Nascita della Vergine si trovano ora nel Museo del Virreinato.
Nel XX secolo la cappella presenta una pala d'altare in stile barocco churrigueresco, di modalità anástile (senza colonne). Al centro dell'altare è incorniciato il dipinto dell'Immacolata Concezione circondato da Gesù in gloria, Assunzione della Vergine e altri quadri di José de Ibarra sul tema della Passione di Cristo. La cappella contiene una tela di San Cristoforo dipinto da Simon Pereyns nel 1588, la Flagellazione di Baltasar de Echave Orio dipinto nel 1618. La pala sulla destra è anch'essa dedicata alla Immacolata Concezione. Questa cappella conserva i resti del frate francescano Antonio Margil de Jesús evangelizzatore nel Messico del nord e sculture che raffigurano Sant'Anna, San Gioacchino, Sant'Antonio di Padova, San Lorenzo e San Nicola da Tolentino.

#### Cappella di Nostra Signora della Guadalupe

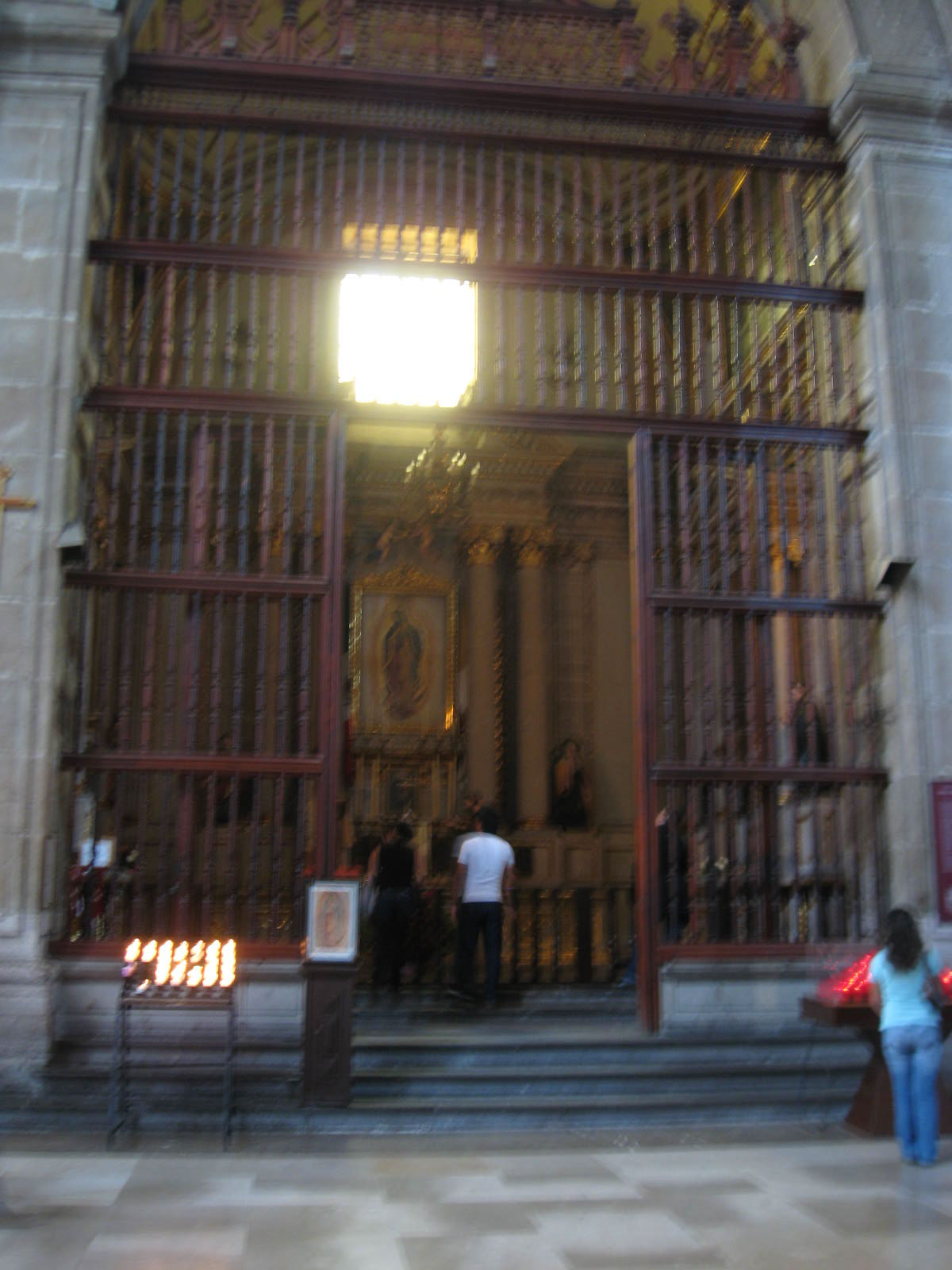
Cappella di Nuestra Señora de Guadalupe.

- Quarta campata: Cappella di Nostra Signora della Guadalupe.

Edificata tra il 1653 e il 1660, ed è utilizzata prima della seconda consacrazione della cattedrale come battistero e poi come sala riunioni della Confraternita del Santissimo Sacramento e della Carità. Nel 1737 la Nostra Signora di Guadalupe è proclamata a Roma patrona del Messico.
Le pale d'altare sono assemblate tra il 1670 e il 1675, sono state rinnovate nel 1754 da un accordo tra l'arciconfraternita e José Joaquín de Sayago, tra cui la pala di Nostra Signora di Guadalupe e le parti dedicate a San Giovanni Battista e dipinti di Cristo Signore. Tra il 1807 e il 1809 si è nuovamente deciso di intervenire sul retablo perché già molto vecchio e deteriorato, il lavoro è svolto da José Martínez de los Rios in collaborazione con l'artista Clemente Terrazas per la realizzazione di diciassette nuove sculture.
Sono state realizzate tre nuove pale d'altare in stile neo-classico dall'architetto Antonio Gonzalez Vazquez direttore dell'Accademia di San Carlos: al centro la rinnovata tribuna dedicata a Nostra Signora di Guadalupe affiancata da San Gioacchino e Sant'Anna, quella sinistra dedicata a San Giovanni Battista con San Zaccaria e Sant'Elisabetta, infine la terza dedicata a San Luigi Gonzaga con dipinti di Cristo, del Santissimo Sacramento ed esponenti dei Gesuiti come San Stanislao Kostka e San Giovanni Francesco Regis.

#### Cappella di Nostra Signora dell'Antigua

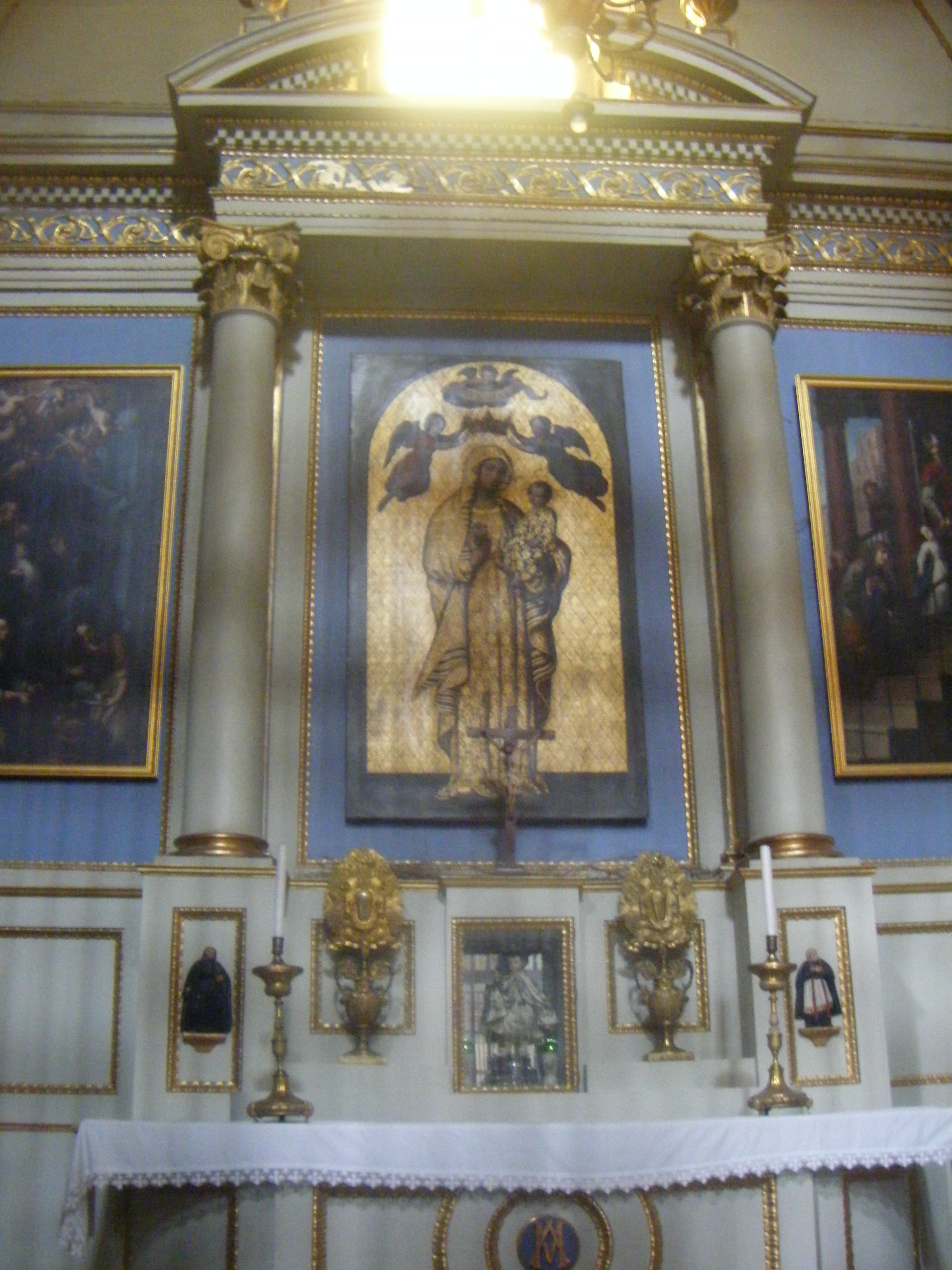
La Vergine dell'Antigua e in basso il Bambinello prigioniero.

- Quinta campata: Cappella di Nostra Signora dell'Antigua.

La Cappella è stata promossa e realizzata tra il 1653 e il 1660 dalla Confraternita dei musicisti. Dedicata alla devozione mariana omonima, in stile neoclassico, progettata da Juan de Rojas nel 1718, il dipinto principale è una copia dell'immagine della Vergine de la Antigua, l'originale si trova nella Cattedrale di Siviglia. Questa immagine di stile bizantino fu molto venerata durante il periodo coloniale.
- Tribuna destra dedicata a San Gaetano di Thiene, opera del cappellano del coro della cattedrale Diego Castillo Marquez col dipinto della Crocifissione di Miguel Cabrera del 1756 e una scultura di San Nicola da Tolentino.
- Tribuna centrale dedicata a Nuestra Señora de la Antigua, realizzata entro il 14 dicembre 1718 dal maestro scultore Juan de Rojas e dall'indoratore Francisco Sanchez. I due dipinti raffigurano la Nascita della Vergine e la Presentazione della Vergine entrambi opere di Nicolás Rodriguez Juárez. Sotto l'immagine della Vergine è collocata una magnifica scultura proveniente da Siviglia del Bambino Gesù, originale della prima metà del XVII secolo e attribuita a Juan Martínez Montañez. È popolarmente noto come il Santo Niño Cautivo perché trattenuto ad Algeri con Francisco Sandoval Zapata, prebendario della cattedrale, fatto prigioniero dai pirati del Nord Africa nel 1622, fino a quando la scultura ha raggiunto il Messico.
- Tribuna sinistra dedicata a San Giovanni Nepomuceno con le opere del Santo Niño e Bonaventura da Bagnoregio.

Sono altresì documentate le opere raffiguranti San Giuseppe di Juan Rodríguez Juárez del 1724 e San Giovanni Evangelista di José de Ibarra del 1740.

#### Cappella di San Pietro
- Sesta campata: Cappella di San Pietro.

Una delle prime cappelle della cattedrale ad essere state costruite tra il 1573 e il 1615. Le tre pale d'altare collocate tra il 1672 e il 1711 in stile barocco con elementi tipici del manierismo quali rilievi, trafori, staffe e pendenti.
- Tribuna centrale dedicata a San Pietro. La scultura di San Pietro presiede l'altare circondata da dipinti raffiguranti episodi della sua vita opere di Baltasar de Echave Orio. La struttura è integrata nello spazio architettonico lasciando libera la zona centrale corrispondente la finestra.
- Tribuna destra dedicata alla Sacra Famiglia. Tele di Juan de Aguilera: La Sacra Famiglia nella bottega di San Giuseppe e la Nascita del Salvatore.
- Tribuna sinistra dedicata a Santa Teresa di Gesù. L'immagine di Santa Teresa appare anche nella finestra della cappella. Il retablo comprende quattro dipinti su lastre di metallo che raffigurano scene della Nascita di Gesù. Cinque dipinti ad olio illustrano scene di vita di Santa Teresa che circondano il dipinto semicircolare raffigurante l'Incoronazione di Maria, tutte opere di Baltasar de Echave y Rioja.

#### Cappella del Santissimo Crocifisso e delle Reliquie

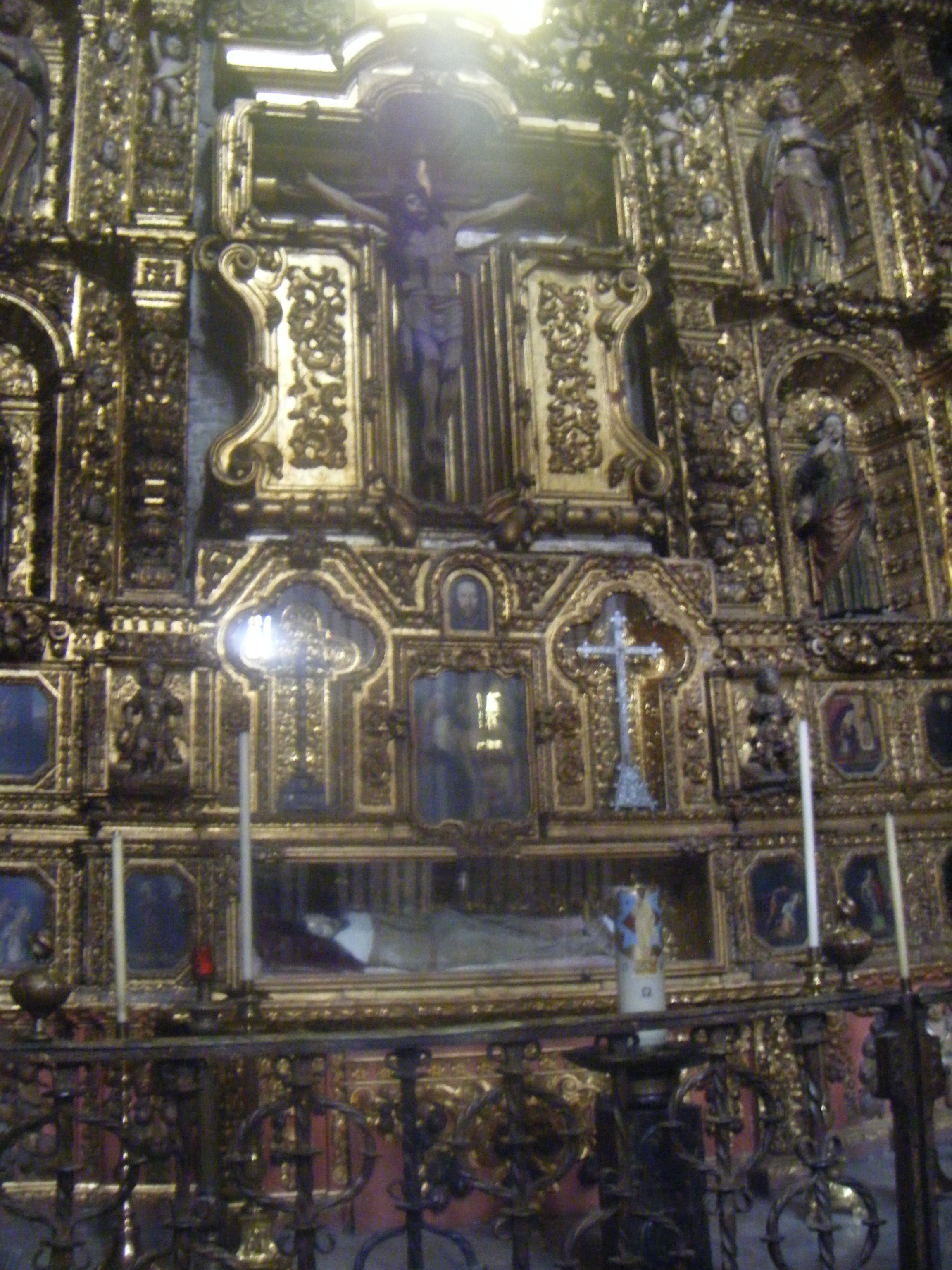
Retablo principale della cappella delle reliquie con il Cristo dei Conquistatori e del Santo Sepolcro.

- Settima campata: Cappella del Santissimo Crocifisso dei Conquistatori e delle Reliquie.

La cappella è stata costruita tra il 1610 e il 1615, una delle primitive aree coperte da volte a crociera e protetta da cancellata in stile coloniale. Originariamente dedicata al Santo Cristo dei Conquistatori è chiamata anche Cappella delle illustri reliquie. Secondo alcuni storici l'immagine di Cristo crocifisso è un dono dell'imperatore Carlo V, alcuni critici sostengono che si tratti di artigianato locale, benché sia oggetto di grande devozione e sentita venerazione.
I dipinti e le sculture disposti nella tribuna narrano i momenti della Passione di Cristo di José Villegas Cordero e il travaglio, il tormento di numerosi santi martiri. La scultura raffigurante la Deposizione di Gesù è utilizzata ogni anno durante i riti processionali del Venerdì Santo.
La struttura della pala alterna sculture ricche di fogliame a teste di putti sulle colonne nella parte principale, piccole sculture di angeli sui telamoni nel secondo ordine. Le nicchie ospitano sculture di santi che incorniciano il corpo principale. La predella include sculture di angeli e porta incastonati piccoli dipinti di santi martiri opere di Juan de Herrera che a loro volta celano scomparti nascosti contenenti reliquie. Le reliquie di questa cappella sono celebrate annualmente nei giorni di Ognissanti e nella ricorrenza della Commemorazione dei defunti. Secondo la tradizione in questa cappella sono deposte le reliquie di San Vincenzo di Saragozza, San Vito, Sant'Orsola, San Gelasio, San Vitale di Milano, una scheggia della Vera Croce e una Spina della Corona di Gesù.
La pala dell'altare in stile churrigueresco sulla destra mostra al centro una Vergine di Guadalupe, di José de Ibarra datata 1737, eletta universale Patrona di tutti i regni della Nuova Spagna il 4 dicembre 1746, e conserva una reliquia di Juan Diego Cuauhtlatoatzin. L'ambiente custodiva è le sculture di San Giuseppe e il Bambino e un rilievo in avorio raffigurante la Sacra Famiglia oggi esposte altrove.

#### Sacrestia Maggiore
- Ottava campata: Sacrestia maggiore.

È lo spazio più antico della cattedrale. Nel 1626, il viceré Rodrigo Pacheco y Osorio de Toledo ne decreta la ricostruzione. Tra i molti ornamenti, decori gli inventari annoverano una gran quantità d'argenteria.
Mobili, armadi in legno e cassettiere per aderire fedelmente ai precetti stabiliti da San Carlo Borromeo cardinale e arcivescovo di Milano, nelle sue istruzioni di fabbrica e arredi ecclesiastici del 1577. Abbondano i calici d'oro o d'argento, bicchieri, patene, pissidi, ostensori, incensieri, aspersori, secchielli, leggii, piatti, brocche, bacili, vassoi e utensili, candelieri, piedistalli, custodie in oro e diamanti, evangeliari, lanternoni, crocifissi, campanelli, carteglorie, paliotti, rivestimenti, Paci.
Adornano l'ambiente i quadri della Vergine di Guadalupe di Francisco Martínez realizzato nel 1747, adesso custodito presso la Curia, la Vergine della Rivelazione, Il trionfo della Chiesa e un San Michele Arcangelo di Cristóbal de Villalpando. La Morte della Vergine e il Cristo a Gerusalemme di Juan Correa. Un dipinto di Bartolomé Esteban Murillo.

#### Cappella di Nostra Signora di Zapopan
- Nona campata: Cappella di Nostra Signora di Zapopan.

### Navata sinistra

#### Cappella degli Angeli e Arcangeli
- Prima campata: Cappella degli Angeli e Arcangeli.

Come la cappella Cappella di Nostra Signora delle Angustie di Granada ubicata dirimpetto, anche questa è ricavata nella base della torre occidentale, completata tra il 1653 e il 1660. La primitiva cappella fu distrutta da un incendio nel 1711 con la perdita dei dipinti opere di Thomás Xuárez. Immediatamente restaurata e completata nel 1713. Ricca di pale d'altare barocche decorate con colonne tortili, sculture e opere policrome di Manuel de Nava che raffigurano i Sette Arcangeli in nicchie che circondano le immagini di San Giuseppe, Maria e Cristo. Sopra questa scena lo Spirito Santo e Dio Padre. Fra essi spicca la figura di San Michele Arcangelo con sembianze di cavaliere medievale.
Annovera oltre alla grande pala d'altare principale, due pale più piccole entrambe decorate da Juan Correa. La pala d'altare di sinistra è di simile fattura con Angelo Custode, la cui scultura è circondata dalla gerarchia angelica. A sinistra una scena mostra la Liberazione di San Pietro, a destra San Paolo disarcionato da cavallo dipinto da Juan Correa nel 1714. La pala di destra è dedicata all'Angelo Protettore del Messico.

#### Cappella dei Santi Cosma e Damiano
- Seconda campata: Cappella dei Santi Cosma e Damiano.

Edificata tra gli anni 1653 e il 1660 è patrocinata dai viceré Juan de Leyva de la Cerda e Juan de la Cerda conte di Bath. Tre pale d'altare decorano l'interno della cappella, la principale è dedicata ai santi tutelari Cosma e Damiano invocati durante il periodo in cui Nuova Spagna subiva epidemie e malattie introdotte dai conquistadores. Si compone di due corpi, d'impronta manierista con colonne scanalate di stile classico e dettagli barocchi. La pala reca incastonati dipinti che esaltano la vita dei santi medici opere del pittore Sebastián López Dávalos. Al centro campeggia un antico crocifisso ligneo conosciuto come il Signore della Salute invocato contro le malattie ed è considerato protettore della città in caso di epidemie. L'ultima volta che l'immagine è stata portata in processione verso altare del Perdono è stato nel 2009, durante l'epidemia d'influenza. L'immagine non era deposta dal 1691 quando imperversava una terribile epidemia di vaiolo. Nel 1963 la mensa dell'altare è stata modificata da Miguel Angel Soto.
La cappella contiene una piccola pala d'altare proveniente dalla chiesa francescana di Zinacantepec collocata su una parete laterale è dedicata alla nascita di Gesù. La pala sul lato sinistro, in origine dedicata a Sant'Agostino, reca sei dipinti anonimi di scuola messicana affini allo stile di Bartolomé Esteban Murillo raffiguranti Sant'Agostino d'Ippona, Sant'Ignazio di Loyola, San Francesco d'Assisi e un'Annunciazione.

#### Cappella di San Giuseppe

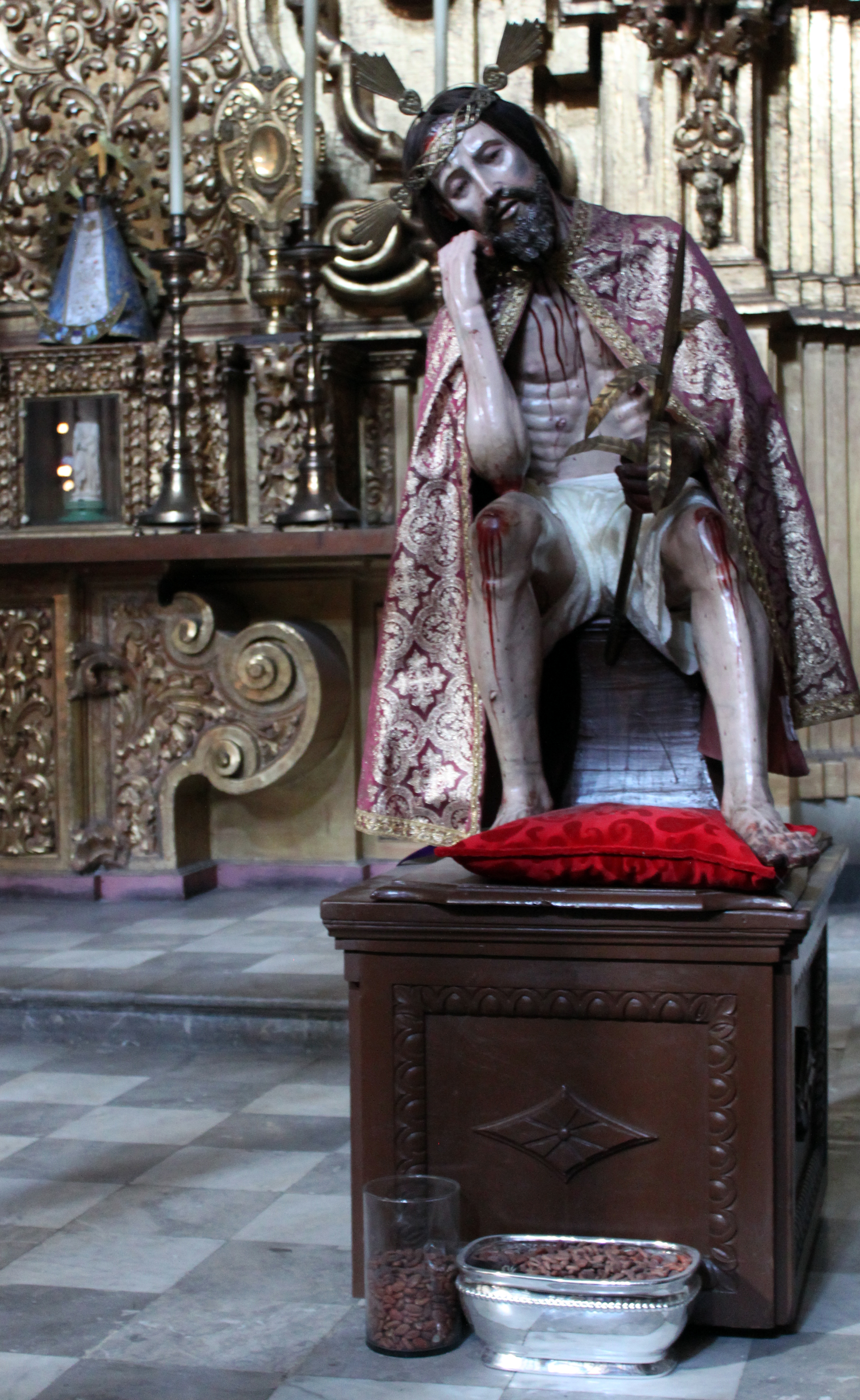
El Señor del cacao.

- Terza campata: Cappella di San Giuseppe.

La cappella di San Giuseppe è costruita tra il 1653 e il 1660 in stile churrigueresco. La pala d'altare principale è in stile barocco, proveniente dall'antica chiesa di Nostra Signora di Montserrat ed ha al suo centro la statua di San Giuseppe con il Bambino decorata con la tecnica dello sgraffito, circondata da statue di santi tra i quali Santa Brigida di Svezia e apostoli. La pala d'altare laterale è una composizione di dipinti barocchi raffiguranti Il Trionfo della Fede, la Trasfigurazione, la Circoncisione e l'Assunzione.
Dinanzi alla mensa è collocato un antico Ecce Homo raffigurato seduto, popolarmente chiamato il "Signore del cacao". Si tratta di un'antica scultura messicana e molto venerata dai nativi durante il periodo coloniale. La particolare denominazione risale a primitivi costumi locali che in assenza di monete prevedevano il deposito di offerte di fave di cacao, in epoche pre-ispaniche considerate pregiati strumenti di scambi. Oggi è comune per i bambini depositare offerte sotto forma di caramelle.

#### Cappella di Nostra Signora della Soledad
- Quarta campata: Cappella di Nostra Signora della Soledad.

La cappella dedicata alla Vergine della Soledad è stata aperta al culto nella seconda metà del XVII secolo. Considerata la protettrice delle corporazioni dei muratori e operai, in particolare delle maestranze impegnate nella costruzione del luogo di culto. I lavori sono condotti sotto la supervisione del Viceré Francisco Fernández de La Cueva, ottavo duca di Alburquerque, che durante le ispezioni giornaliere sullo stato di avanzamento dei lavori, subisce un attentato. La pala d'altare principale è contraddistinta da colonne tortili con capitelli corinzi, da cariatidi, telamoni e piccoli angeli. Al centro una copia della Vergine della Soledad spagnola che richiama la Vergine della Solitudine di Oaxaca. La pala si colloca nel decennio degli anni 1670 - 1680 e si distingue per i dipinti sul tema della Passione di Cristo del pittore Pedro Ramírez. L'ambiente ospita altre due pale d'altare barocche.

#### Cappella del Santissimo Señor del Buen Despacho

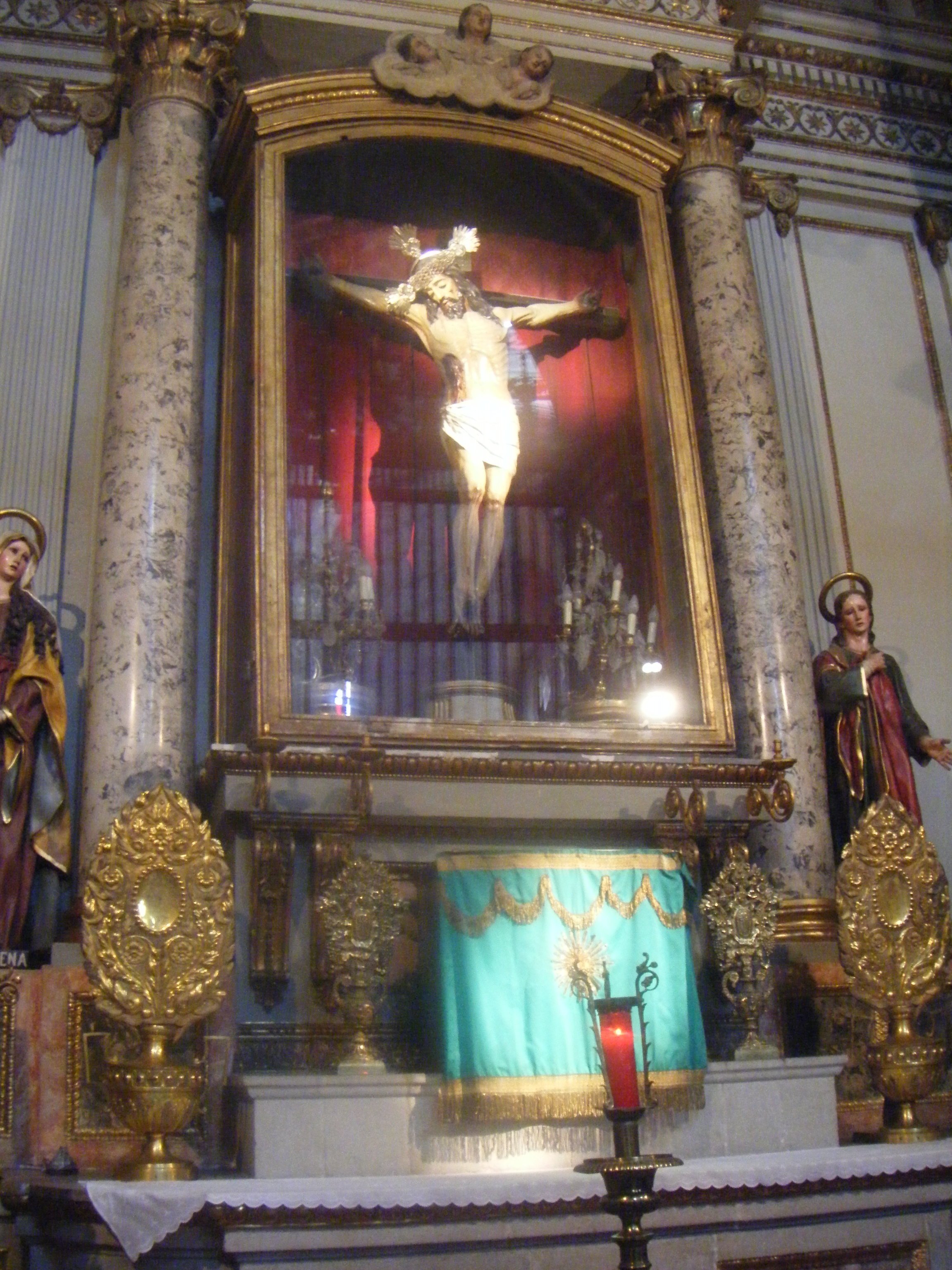
Señor del Buen Despacho.

- Quinta campata: Cappella del Santissimo Señor del Buen Despacho. Primitiva Cappella di Sant'Eligio.
- 8 dicembre 1648, La corporazione degli argentieri patrocinatori dedica la cappella alla Immacolata Concezione e a Sant'Eligio o Eloy, vescovo di Noyons e patrono degli orafi, con la collocazione di due statue in argento massiccio.

La cappella ristrutturata nel XIX secolo accoglie l'immagine del Señor del Buen Despacho chiamato così perché molti supplicanti riferivano di aver avuto una risposta rapida alle loro preghiere, vedendo esaudite prontamente le loro richieste. Il crocifisso è dono di Carlo V di Spagna.
- 1755, Sono documentate tre pale d'altare: una dedicata alla Immacolata Concezione', una a San Diego d'Alcalá e una alla Madonna delle Lacrime, opere elaborate da Juan de Rojas.
- 1867, Un dipinto del Beato Bartolomeo Gutierrez è collocato nella nicchia dell'altare centrale, sopra è disposto Sant'Eligio e lati di San Filippo di Gesù e Sant'Antonio di Padova.
- XX secoloc., Con l'arrivo del Señor del Buen Despacho è scalzata l'effigie del Beato Gutierrez, le sculture sono rimosse dai loro altari e il Cristo è accompagnato dalle effigi poste ai lati di San Giovanni Evangelista e Santa Maria Maddalena. In seguito ai lati sono documentati la Vergine delle Lacrime, San Gioacchino e Sant'Anna sul lato destro un Ecce Homo, San Giuseppe, San Giovanni della Croce e ancora più recentemente Sant'Antonio di Padova, nicchie separate per le immagini di San Giuseppe con il Bambino e San Filippo di Gesù.

L'arredamento di tutta la cappella è in stile neoclassico appartiene alla prima metà del XIX secolo.

#### Entrata
- Sesta campata.

#### Cappella di Nostra Signora dei Dolori
- Settima campata: Cappella di Nostra Signora dei Dolori.

Edificata nel 1615 e originariamente conosciuta come Cappella della Cena del Signore per via del dipinto Ultima Cena. Titolare del patrocinio la Confraternita del Santissimo Sacramento e della Carità che la decorò sontuosamente in stile neoclassico dopo aver chiesto al viceré Lope Díez de Armendáriz, marchese di Cadereyta, la rimozione anticipata della pala di San Filippo di Gesù. Dedicata alla Madonna Addolorata con la collocazione nell'altare centrale di una scultura lignea di Clemente Terrazas proveniente dalla cappella del palazzo reale all'epoca di Massimiliano I.
L'altare maggiore fu commissionato nel 1650 a Carver Antonio Maldonado insieme ai dipinti di Jose Juarez. Il primitivo retablo della Cena è stato posto sul tabernacolo, restaurato nel 1807 perché "malandato e indecente", è stato rimodulato dal capomastro José del Mazo y Aviles e comprendeva un nuovo dipinto dell'Ultima cena elaborato da José María Vázquez, poi traslato nella Cappella di Nostra Signora della Soledad. La cappella presenta tre pale d'altare assemblate da Antonio González Velázquez. 
Sulla parete di sinistra una scala conduce ad una serie di cripte che ospitano le sepolture della maggior parte degli arcivescovi messicani.

#### Cappella di San Filippo di Gesù

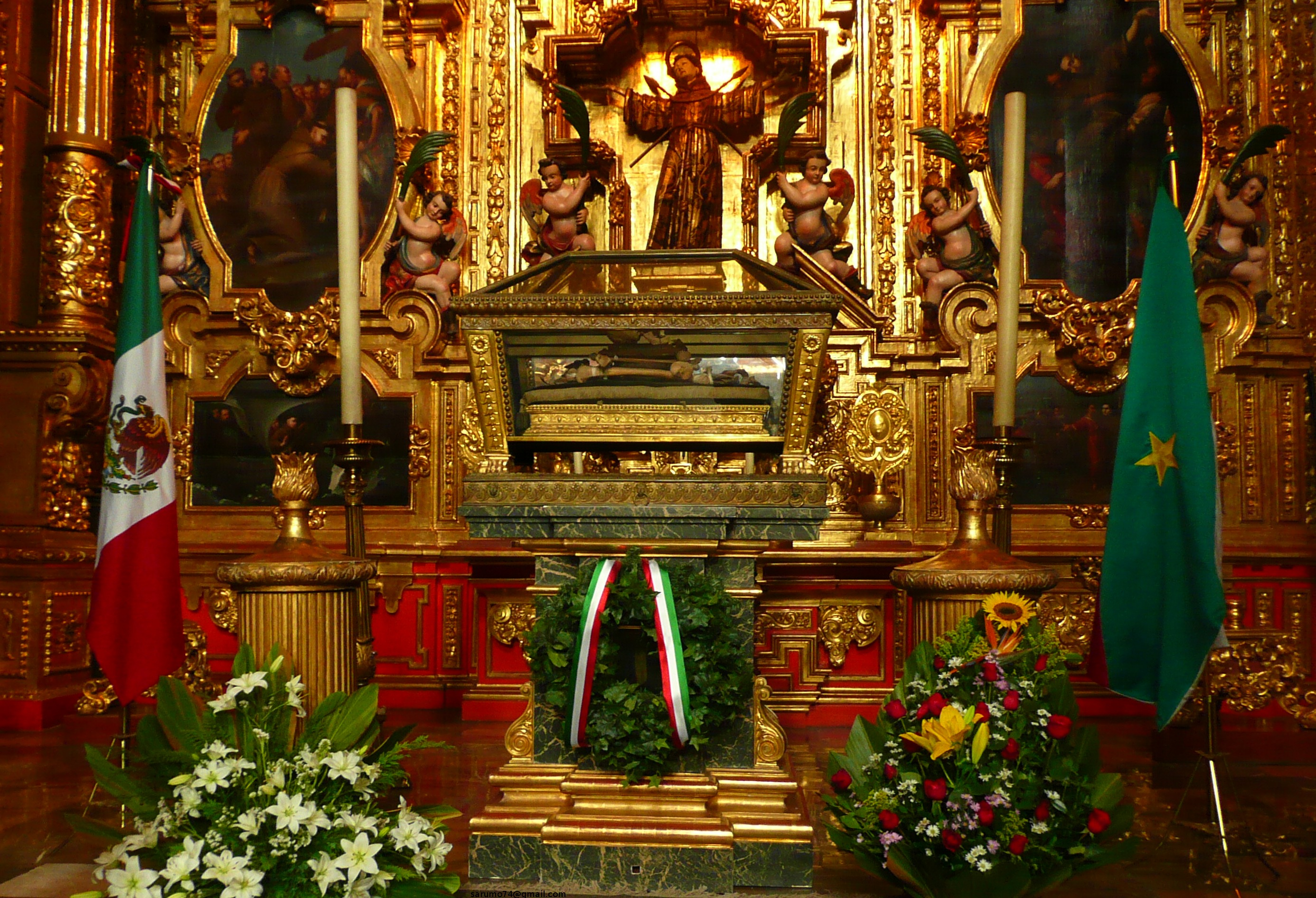
Capillas San Felipe de Jesús.

- Ottava campata: Cappella di San Filippo di Gesù.

La cappella è dedicata a San Filippo di Gesù, al secolo Felipe Las Casas Martnez, primo santo messicano ad essere stato canonizzato dopo il martirio in Giappone. La realizzazione della volta risale al periodo compreso tra il 1573 e il 1615, nel 1638 è stata dedicata al culto di San Felipe de Jesus. I dipinti ritraggono scene di vita del santo un tempo attribuiti a José de Ibarra. L'attuale pala anástile è del XVIII secolo.
- Il retablo centrale è dedicato a San Filippo di Gesù. Secondo il giudizio di molti critici d'arte è considerato la scultura intagliata, dorata e dipinta più sviluppata dell'intera America Latina. La cappella è sormontata da una cupola in stile gotico e ha una pala d'altare barocco del XVII secolo. Una statua del santo si trova in una grande nicchia nella pala. La parete nord ospitava una pala d'altare barocca dedicata a San Carlo Borromeo dismessa nel 1838 per far posto all'urna contenente le spoglie di Agustín de Iturbide, che ha brevemente governato il Messico nel XIX secolo, inoltre è conservato il cuore di Anastasio Bustamante.
- Il retablo sulla sinistra è dedicato a Santa Rosa da Lima, considerato una protettrice di Città del Messico, il ciclo pittorico sulla vita della santa è attribuito a Cristóbal de Villalpando. Accanto a questa cappella è collocato il fonte battesimale in cui si ritiene sia stato battezzato Felipe Las Casas Martnez.

Un grande dipinto raffigurante la prima processione che si svolge in Messico in onore del santo tenutasi il 5 febbraio 1629 su richiesta dell'arcivescovo Pelagio Antonio de Labastida y Dávalos è collocata altrove.
La ristrutturazione nel 1964 col fine di recuperare la sua "unità barocca" è stata diretta da Miguel Angel Soto.

#### Sala Capitolare
- Nona campata: Sala Capitolare.

### La sacrestia

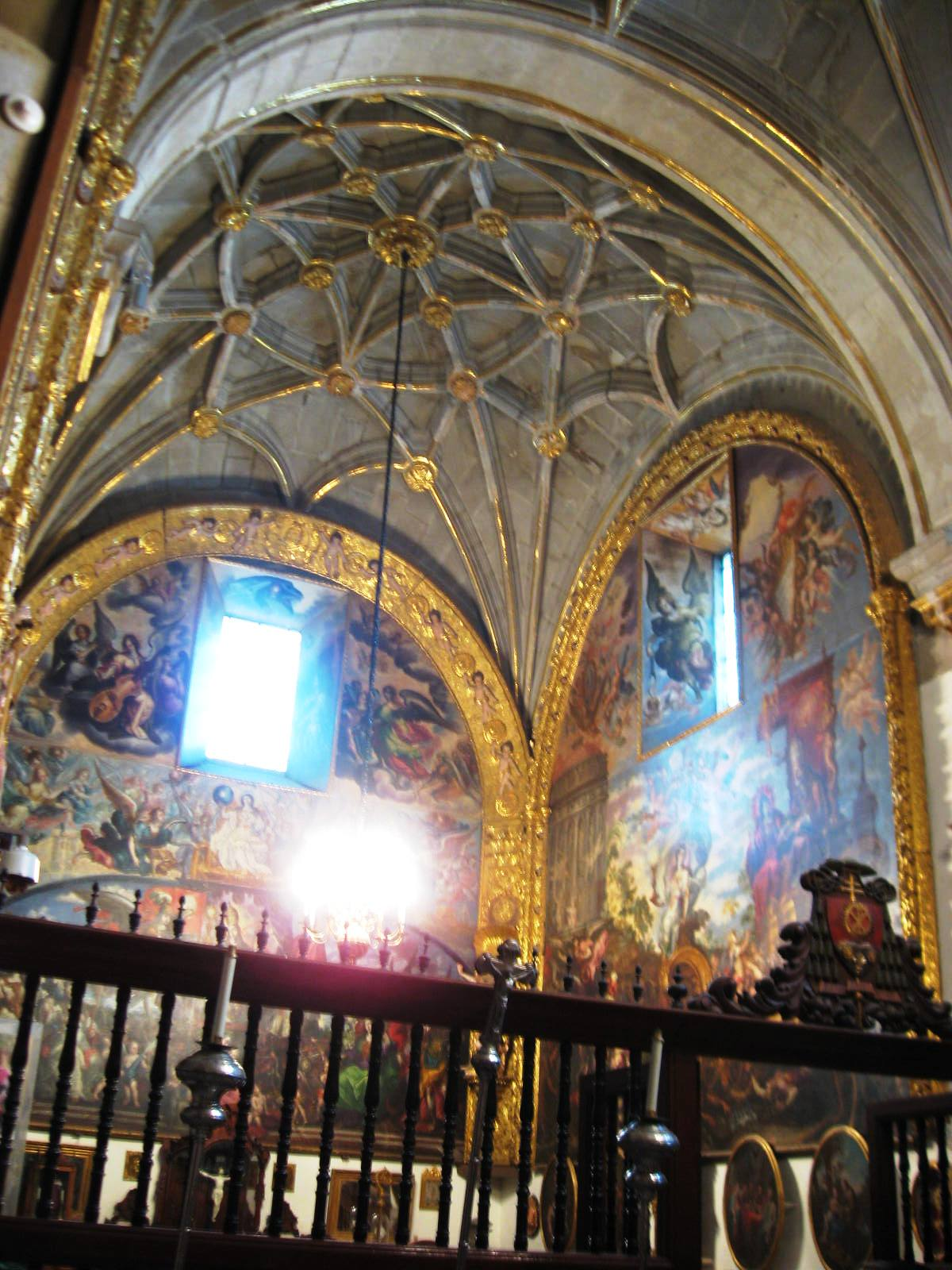
Cupola della Sagrestia.

La porta della sacrestia si apre in stile barocco spagnolo nella parte più antica della cattedrale, una miscela di dettami di stile rinascimentale e gotico. Mirabile esempio le nervature della volta del soffitto che compongono raffinate figure geometriche.
Alle pareti grandi tele opere di Cristóbal de Villalpando: L'Apoteosi di San Michele, Il Trionfo dell'Eucaristia, La Chiesa militante e la Chiesa trionfante, la Vergine dell'Apocalisse, quet'ultima rappresenta la visione di Giovanni di Patmos. Altre due tele Entrata a Gerusalemme e l'Assunzione della Vergine opere di Juan Correa. Un quadro è attribuito a Bartolomé Esteban Murillo.
Sulla parete nord una nicchia ospita un Crocifisso la cui immagine è scolpita in avorio. Un affresco raffigura la Nostra Signora di Guadalupe. Il locale ospitava il Mantello di Juan Diego su cui è apparsa l'immagine della Vergine, ma dopo le gravi inondazioni nel 1629 è stato rimosso e collocato altrove.
Un armadio sulla parete ovest della sagrestia posto sotto il dipinto della Vergine dell'Apocalisse, custodisce preziosi oggetti liturgici espressioni dell'alta e preziosa oreficeria e argenteria messicana.

### Le cripte
Si accede ai locali attraverso una scala ubicata nella Cappella di Nostra Signora dei Dolori. Una serie di cripte ospitano le sepolture della maggior parte degli arcivescovi messicani. La più grande di queste cripte, corrispondente al sovrastante Altare dei Re, contiene i resti di Juan de Zumárraga primo arcivescovo del Messico. Al centro dell'ambiente è collocato il sepolcro con scolpita la figura di Zumárraga, sul sarcofago è presente la scultura azteca di un teschio.
Tra arcivescovi titolari dell'Arcidiocesi il cardinale Ernesto Corripio y Ahumada, i cui resti sono stati deposti nel mese di aprile 2008. Tutti gli altri vescovi sono collocati in nicchie lungo le pareti. Una scultura geometrica preispanica costituisce la base dell'altare. L'ingresso alla cripta è una moderna realizzazione concepita dall'architetto Ernesto Gómez Gallardo.

## I campanili
Nel 1642 avviene la fondazione della torre orientale, nel 1672 la prima sezione di essa è portata a termine, ma il completamento di entrambi i manufatti è portato a termine tra il 1787 e il 1791 dagli architetti Juan Serrano, Juan Lozano e José Damián Ortiz de Castro. Le torri sono alte rispettivamente 67 e 64 metri e hanno la capacità di 28 campane ciascuna, sono caratterizzate da cornicioni, fasce e balaustre che accentuano i tre ordini rastremati verso l'alto, ricchi di dettagli e di elementi classici.
Ogni torre è sormontata da una cupola sulla parte superiore a forma di campana e coronata con croce. Oltre alla decorazione di trofei, corone e collane, entrambe le torri hanno otto sculture monumentali, ciascuna simbolo di santi patroni della città: i 4 Dottori della Chiesa occidentale, santi e vescovi della Chiesa spagnola. Le statue della torre occidentale sono opera di José Zacarías Cora e raffigurano rispettivamente: San Gregorio Magno, Sant'Agostino d'Ippona, San Leandro di Siviglia, San Fulgenzio d'Ecija, San Francesco Saverio e Santa Barbara. Le statue della torre orientale opere di Santiago Cristobal de Sandoval raffigurano Sant'Emilio, Santa Rosa da Lima, La Vergine Maria, Sant'Ambrogio, San Girolamo, San Filippo di Gesù, Sant'Ippolito di Roma, e Sant'Isidoro Agricola.
- 2007 ottobre, Ritrovamento di una capsula del tempo all'interno della base in pietra di una croce posta presumibilmente per proteggere l'edificio dal male e per tramandare la conoscenza ai posteri. La scatola di piombo contiene manufatti religiosi, medaglie, monete e pergamene che recano segnata la data del 14 maggio 1791. Una nuova capsula del tempo è stata inserita nella palla di pietra a conclusione dei lavori di restauro che prevedono la stabilizzazione della facciata, il restauro delle opere scultorie, il ripristino degli accessi attraverso le scale in legno per rendere visitabili due interessanti punti panoramici della città 2011.

### Campane
Entrambi i campanili sono costruiti per ospitare in totale 56 campane, attualmente ce ne sono solo 35 e la torre occidentale ne conta il maggior numero.
- Campanile orientale. La campana più antica prende il nome di "Santa Maria Assunta", fusa nel 1578 e pesante 7 tonnellate, è realizzata in lega di rame e bronzo, verosimilmente contenente anche argento per assicurare durezza e longevità. Quasi coeva la "San Jose" soprannominata "La Ronca".
- Campanile occidentale. Nella torre è installata la "Santa Maria di Guadalupe", fusa da Salvador de la Vega nel 1791, pesante 13 tonnellate. Nello stesso campanile la "Juan Diego" costruita nel 2002 e inaugurata da Papa Giovanni Paolo II per la canonizzazione dello stesso Beato.

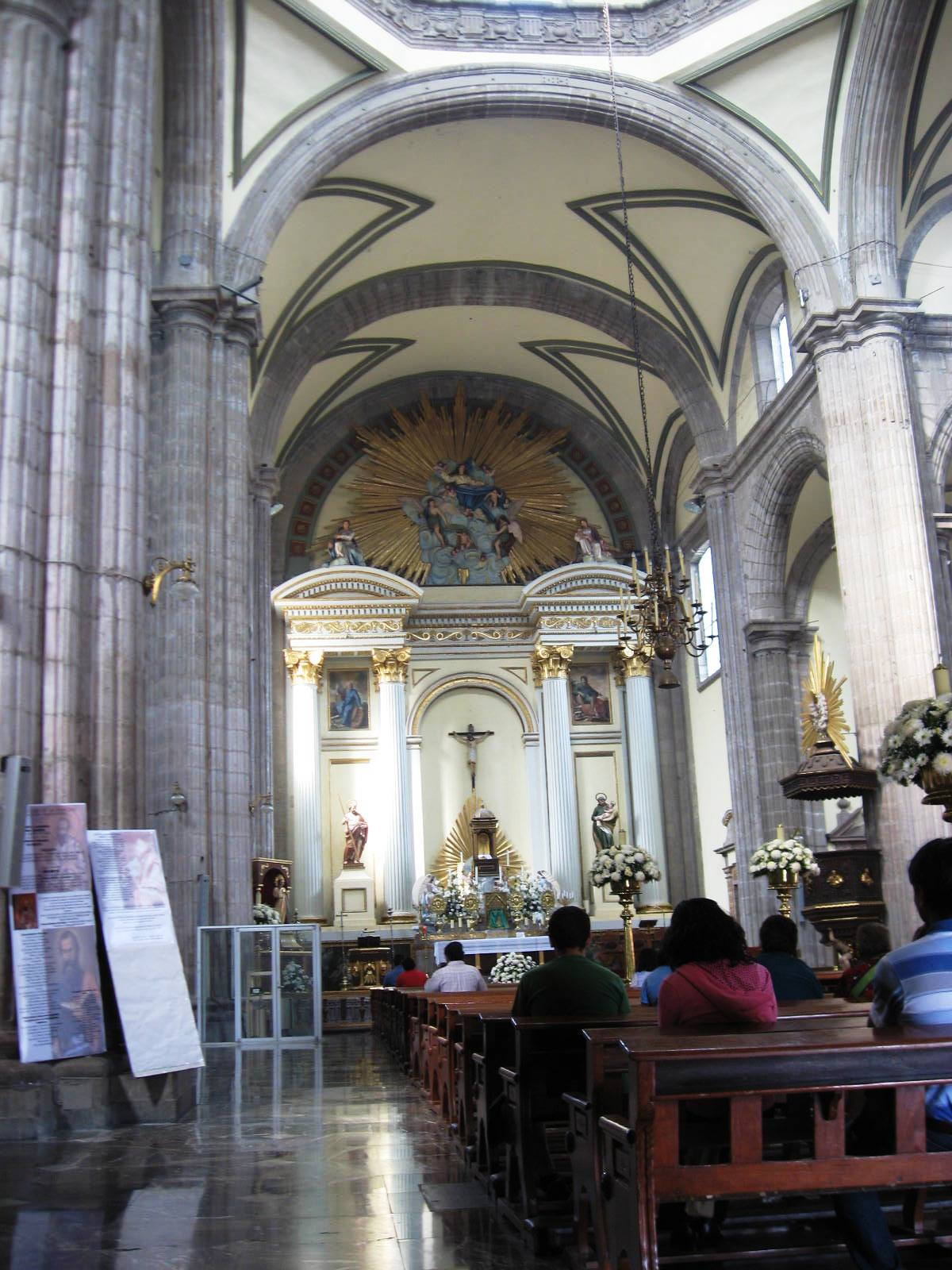
Altare maggiore del Tabernacolo.

Sono montate batterie di campane denominate "Esquilas" che possono ruotare di 360 gradi intorno al proprio asse, la più grande delle quali pesa 4.000 kg. Una di esse è denominata "campana castigata" del peso di 900 kg., nel 1943 uccise un suonatore inesperto, per questo incidente è stato ritirato il batacchio, indotta al silenzio e denominata "La Punita" o "La Muta", nel 2000 è stata graziata e contrassegnata con una croce rossa. L'"Angelo Custode" pesante 6.800 kg., nel 1968 è stata suonata dagli studenti manifestanti che hanno occupato la cattedrale. Inoltre la "Doña Maria" e "La Ronca o "La Rauca" così chiamata per via del tono duro.
Eventi:
- 1822 – 21 luglio, Incoronazione dell'imperatore Agustín de Iturbide;
- 1847 – Il suono a stormo chiama i cittadini per la difesa di Città del Messico in seguito all'invasione statunitense;
- 1910 – 15 settembre, il complesso campanario ha accompagnato le celebrazioni del centenario d'indipendenza;
- 1968 – Suonano la Marcia del Silenzio;
- 1979 – 6 gennaio, accompagnano la prima visita di Giovanni Paolo II;
- 2002 – Rallegrano la quinta visita papale.

## Il sacrario

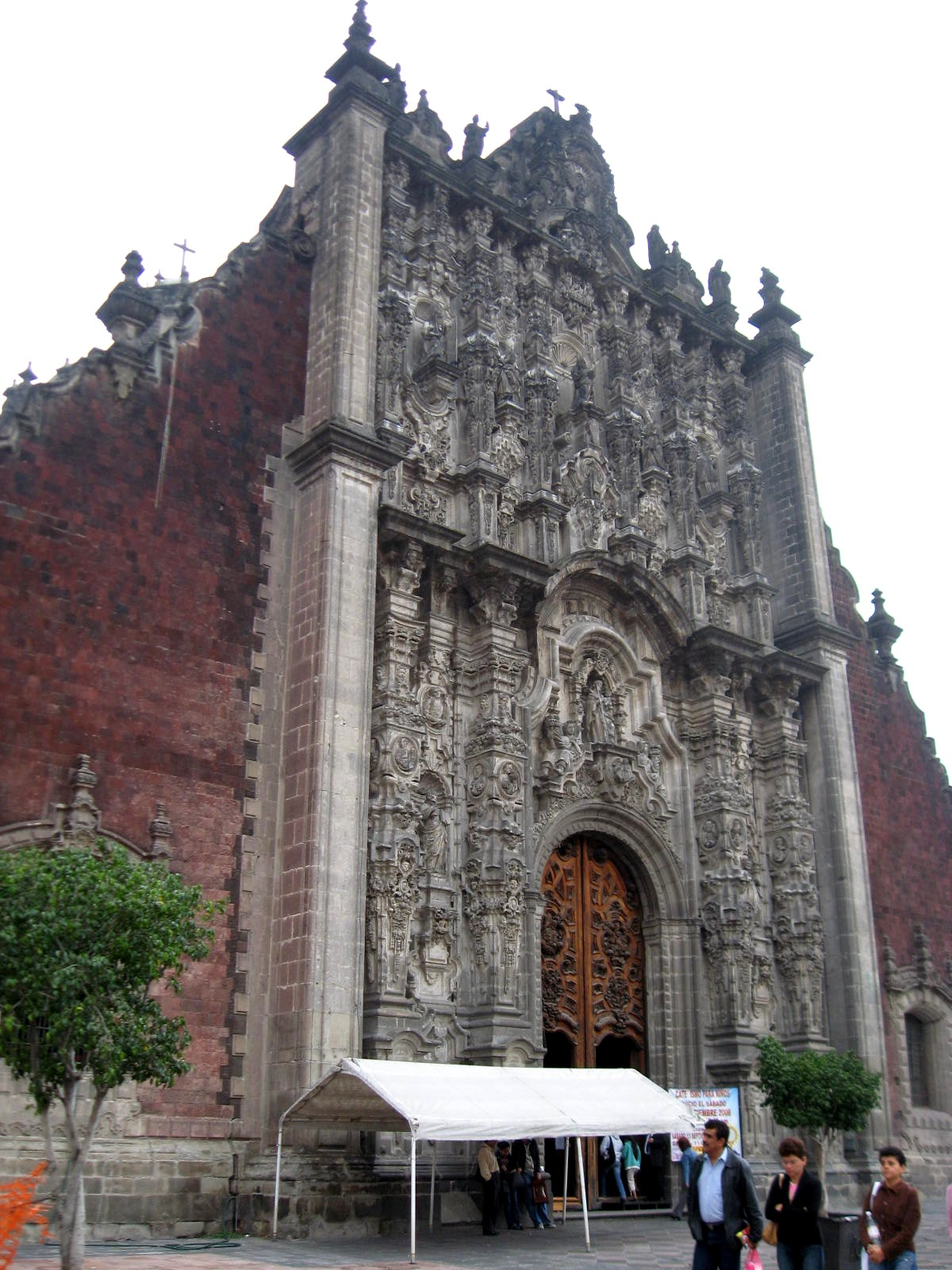
Facciata sud del Tabernacolo, l'apertura verso il Zócalo.

Ubicato alla destra della facciata principale, il "Tabernacolo" o Sagrario Metropolitano è stato costruito da Lorenzo Rodríguez durante il culmine del periodo barocco tra il 1749 e il 1760, per ospitare gli archivi e continua a funzionare come un luogo di culto e registro parrocchiale.
Si ignora l'ubicazione della costruzione primitiva, ma durante la ricostruzione della cattedrale il tabernacolo era ospitato nell'area corrispondente alle attuali Cappella di Sant'Isidoro e Cappella di Nostra Signora delle Angustie di Granada. Tuttavia, nel XVIII secolo si è deciso di costruire una struttura separata, ma ancora collegata alla cattedrale principale. Edificata in tezontle, roccia porosa di colore rosso di natura vulcanica e chiluca pietra bianca con impianto a croce greca, il prospetto sud si affaccia sullo Zócalo. La parete occidentale è utilizzata come battistero e corridoio di passaggio alla cattedrale, quella settentrionale come l'altare maggiore, quella meridionale come ingresso principale e zona notarile, separate da mura interne fatte di chiluca, che copre le pareti e i pavimenti, mentre la tezontle incornicia le porte e le finestre. Progettato da Lorenzo Rodríguez, l'altare principale è in stile churrigueresquo realizzato dall'artista indigeno Pedro Patiño Ixtolinque.
L'esterno è in stile barocco interamente ornato con decorazioni, mensole, nicchie e statue, molti cherubini. Sculture di frutta come viti, tralci e uva, melograni creati per simboleggiare le offerte rituali. Tra gli elementi floreali, rose, margherite e vari tipi di fiori a quattro petali spesso ricavata in chalchihuite secondo i costumi indigeni. La facciata meridionale è quella più riccamente decorata. Il tema è la gloria dell'Eucaristia con le immagini dei apostoli, Padri della Chiesa, santi, martiri, scene tratte dalla Bibbia, rilievi zoomorfi, fitoformi e antropomorfi, vedi il leone infuriato e l'aquila dello stemma del Messico. La facciata orientale è meno ambiziosa, ma contiene episodi tratti dal Vecchio Testamento, così come le raffigurazioni di San Giovanni Nepomuceno e Sant'Ignazio di Loyola.

## Sodalizi della cattedrale
- Confraternita del Santissimo Sacramento e della Carità titolare del patrocinio della Cappella di Nostra Signora della Guadalupe
- Confraternita dei musicisti titolare del patrocinio della Cappella della Madonna di Antigua
- Confraternita del Santissimo Sacramento titolare del patrocinio della Cappella di Nostra Signora dei Dolori
- Confraternita della Madonna di Espiazione titolare del patrocinio dell'Altare del Perdono